# Accord institutionnel entre la Suisse et l'Union européenne
L'accord institutionnel entre la Suisse et l'Union européenne (en allemand : Institutionelles Abkommen Schweiz–EU, InstA), appelé aussi accord-cadre Suisse-UE, est un projet d'accord international, négocié entre les années 2010 et 2020. Il vise à appliquer de façon plus homogène et efficace les accords bilatéraux, existants et futurs, entre la Suisse et l'Union européenne portant sur l'accès au marché unique européen.
Demandé depuis 2008 par l'Union européenne, l'accord institutionnel doit préciser quatre points de la voie bilatérale : la reprise de l'acquis communautaire, l'interprétation du droit, la surveillance de l'application des accords concernés et la résolution des différends. Les accords concernés touchent les domaines de la libre circulation des personnes, du transport aérien, du transport sur route et sur rail (marchandises et voyageurs), de l'agriculture et de la reconnaissance mutuelle des conformités techniques.
Après la publication des résultats de la négociation, le débat public en Suisse met en exergue plusieurs points problématiques, dont celui de la souveraineté, de la protection des salaires et des aides d'État (principalement pour les banques cantonales). En mai 2021, le Conseil fédéral suisse décide de mettre un terme aux négociations et de ne pas signer le projet d'accord.
Le projet polarise le monde politique en Suisse, tant aux niveaux des partis que des groupes d'intérêts. La doctrine juridique se montre majoritairement en faveur de l'accord institutionnel, même si elle est critique sur plusieurs points.

## Dénomination
Le nom complet de l'accord institutionnel est « Accord facilitant les relations bilatérales entre l'Union européenne et la Suisse dans les parties du marché intérieur auxquelles la Suisse participe ». Il est parfois abrégé en « accord-cadre » (« Rahmenabkommen » ou « Rahmenvertrag » en allemand). D'autres noms sont donnés dans le débat politique et scientifique, comme « traité d'amitié », (formule consacrée par le président de la Commission européenne Jean-Claude Junker en 2018) et « traité d'intégration »,,, voire « super-accord »,. Les plus hostiles (dont l'UDC) le considèrent comme un « accord de soumission » ou comme un « accord colonial », alors que les plus favorables parlent d'« accord-clé pour l'avenir de la Suisse »,.
Ignazio Cassis, conseiller fédéral chargé des affaires étrangères depuis décembre 2017, indique en janvier 2018 ne pas apprécier la formulation « accord-cadre », car elle serait tout aussi envenimée que celle de « managed care ».

## Historique
La conclusion d'un accord institutionnel s'inscrit dans la politique européenne de la Suisse. À la suite du rejet de l'adhésion à l'Espace économique européen, le Conseil fédéral poursuit la stratégie de la « voie bilatérale », fondée sur une multitude d'accords bilatéraux entre la Suisse et la Communauté européenne puis l'Union européenne, dans différents secteurs,.

### Institutionnalisation de la voie bilatérale
La voie bilatérale englobe plus de 130 accords, ce que Thomas Cottier (de), professeur émérite de droit européen à l'Université de Berne, définit comme un haut degré d'intégration à l'Union européenne, mais sans participation institutionnelle (« hoher Integrationsgrad mit institutioneller Abstinenz »). Selon une étude publiée en 2019 par la Bertelsmann Stiftung (propriétaire du groupe homonyme), la Suisse est le pays non-membre de l'Union qui profite au mieux du marché unique.
Depuis 2008,,, l'Union européenne requiert de la Suisse une « institutionnalisation » de la voie bilatérale avant de conclure de nouveaux accords d'accès au marché unique,. Aux yeux du Conseil fédéral, les accords bilatéraux fonctionnent généralement bien,, mais le gouvernement veut « mettre de l'huile dans les rouages » (formule attribuée à Roberto Balzaretti). Pour Le Temps, l'accord institutionnel a pour but de « pérenniser la voie bilatérale ». Les enjeux économiques sont d'une certaine importance, car 700 000 emplois dépendent de la voie bilatérale selon Economiesuisse. La Suisse a ainsi tout intérêt à garder des relations stables et durables avec son plus grand partenaire commercial.
Au cœur de cette institutionnalisation se trouvent quatre éléments, :
- la reprise de l'acquis communautaire,
- l'interprétation du droit repris,
- la surveillance de l'application des accords, et
- la résolution des différends.

Pour l'Union européenne, une meilleure réglementation de ces quatre éléments permet de garantir que le marché intérieur soit homogène et ne subisse pas de distorsion de concurrence. En 2012, alors que les négociations n'ont pas encore commencé, le président de la Commission européenne, José Manuel Barroso, affirme à Didier Burkhalter que la voie bilatérale serait terminée si la Suisse et l'Union ne réussissent pas à s'entendre pour lui donner un cadre.
Cette institutionnalisation est vue par une partie de la doctrine comme un défi pour la démocratie semi-directe suisse. Selon Ambühl et Scherer, un renouveau de la voie bilatérale à travers un accord institutionnel est voulu par l'Union européenne, car le soutien pour une adhésion de la Suisse à l'Union diminue de manière croissante depuis plusieurs années.

### Négociations

#### Adoption des mandats de négociation

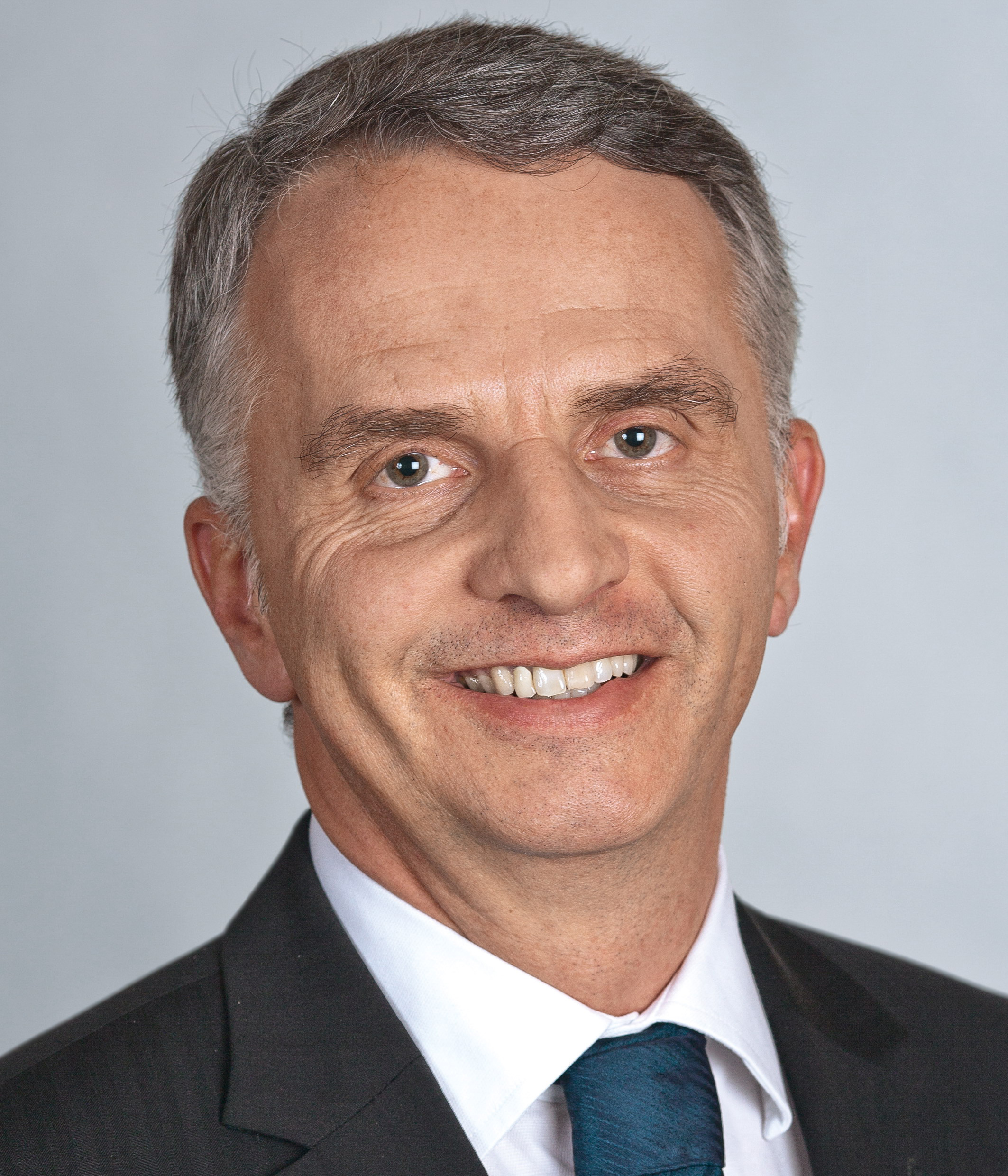
Didier Burkhalter, chef du Département fédéral des affaires étrangères lors la présentation du mandat de négociation suisse.

Le mandat de négociation suisse est adopté le par le Conseil fédéral le 18 décembre 2013. Il est présenté à la presse par Didier Burkhalter (affaires étrangères), Eveline Widmer-Schlumpf (finances) et Alain Berset (intérieur), ce qui est vu comme un signe de cohérence du collège gouvernemental selon la Neue Zürcher Zeitung. Il ressort de ce mandat de négociation que le Conseil fédéral ne veut pas être lié à Cour de justice de l'Association européenne de libre-échange et qu'aucune nouvelle organisation supranationale ne doit être créée. L'idée d'une résolution à l'amiable, à travers un comité mixte, est proposée pour résoudre les différends lors de l'application des accords bilatéraux, mais avec la possibilité pour la Cour de justice de l'Union européenne de pouvoir interpréter de manière contraignante le droit européen. Une ligne rouge est toutefois définie au niveau de la directive sur la citoyenneté de l'Union (directive 2004/38/CE), que la Suisse ne veut pas reprendre.
Les commissions de politique extérieure se montrent positives lors de la consultation relative au mandat : celle du Conseil des États soutient le mandat par 10 voix contre 0 et 2 abstentions, celle du Conseil national par 14 voix contre 6 (toutes de l'UDC). La Conférence des gouvernements cantonaux (CdC) apporte également son soutien, à une très large majorité, quelques jours avant que le mandat soit présenté par le Conseil fédéral,.
Yves Rossier, secrétaire d'État au Département fédéral des affaires étrangères, est désigné pour mener les négociations du côté suisse.
Le 6 mai 2014, le Conseil de l'Union européenne adopte le mandat de négociation. David O'Sullivan, chef du Service européen pour l'action extérieure est chargé des négociations du côté européen.
Prenant acte de l'annonce du Conseil fédéral, la Commission européenne félicite la Suisse pour l'adoption du mandat, qui dispose selon elle d'un large soutien des parlementaires, des cantons et des partenaires sociaux. Les négociations commencent au cours du deuxième trimestre 2014 (selon Tobler courant printemps, au début de l'été selon Oesch et Speck, le 22 mai selon le Parlement européen).

#### Présentation du projet d'accord en Suisse et consultations
Après avoir pris connaissance du résultat des négociations, le Conseil fédéral, représenté par Alain Berset (président de la Confédération), Ignazio Cassis (affaires étrangères) et Ueli Maurer (finances), décide le 7 décembre 2018 de présenter le texte négocié à la presse,. Le gouvernement fédéral déclare « prendre connaissance » de l'accord, mais décide de ne pas le parapher,. Il entend toutefois consulter les acteurs politiques suisses et les partenaires sociaux avant de se prononcer sur la suite à donner à ce que le Tages-Anzeiger qualifie de « super-accord ». Le Commissaire européen à la politique européenne de voisinage, Johannes Hahn, exclut cependant toute renégociation de l'accord.
Plusieurs journaux considèrent que le Conseil fédéral adopte une attitude de « ni oui ni non » envers l'accord institutionnel,,. Le Temps va jusqu'à dire en janvier 2019 qu'il s'agit d'un accord dont personne au Conseil fédéral ne veut et que, pour cela, « le projet d'accord est cliniquement mort ».
Du côté des acteurs politiques, l'accueil est au mieux « tiède ». Les cantons, par l'intermédiaire de la Conférence des gouvernements cantonaux, critiquent principalement les problèmes soulevés par la directive sur la citoyenneté et les aides d'État.
En janvier 2019, la Commission de politique extérieure du Conseil national organise une audition publique de plusieurs experts sur le dossier.

#### Demandes de clarification de la part de la Suisse
Après avoir pris connaissance du résultat de la consultation, le Conseil fédéral décide en juin 2019 de ne pas signer l'accord institutionnel. À ses yeux, il reste trois points à clarifier : la protection des salaires, la directive sur la citoyenneté de l'Union et les aides d'État. Il signifie cette décision au président de la Commission européenne, Jean-Claude Junker.
En avril 2021, le président de la Confédération, Guy Parmelin, se rend à Bruxelles pour rencontrer la présidente de la Commission européenne, Ursula von der Leyen, dans une mission de la « dernière chance » pour sauver l'accord institutionnel. L'agence Reuters parle de « damage control ». Quelques jours auparavant, la RTS publie un document interne de la Commission européenne, qui accuse la Suisse de n'avoir pas répondu à des propositions pour faire avancer les négociations,. La rencontre d'une heure et demie n'aboutit pas à une solution sur les trois points à clarifier, mais les deux parties affirment que le dialogue reste ouvert. Plusieurs observateurs européens, dont l'eurodéputé allemand Andreas Schwab, considèrent que la Suisse devrait dire clairement ce qu'elle veut.

### Changements politiques
En juin 2016, le Royaume-Uni décide de se retirer de l'Union européenne. Cette décision a pour effet de retarder les discussions entre la Suisse et l'Union européenne, l'Union voulant traiter en priorité la question du départ d'un de ses États-membres, ce qui sera chose faite début janvier 2020,,.

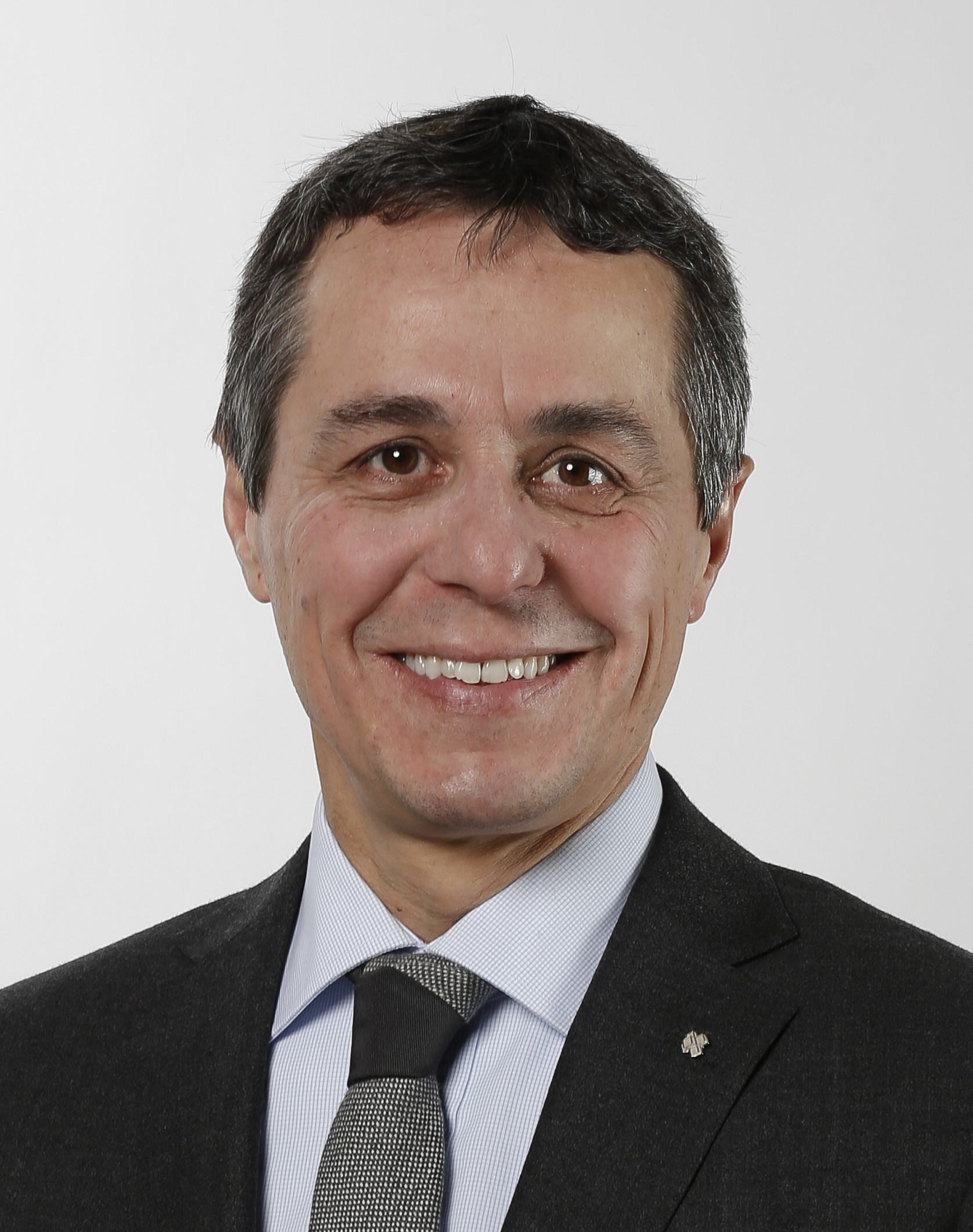
Ignazio Cassis succède à Didier Burkhalter à la tête du Département fédéral des affaires étrangères à la fin 2017.

En septembre 2017, après la démission de Didier Burkhalter, Ignazio Cassis est élu au Conseil fédéral et entre en fonction en novembre 2017. Quelques mois plus tard, il annonce vouloir actionner le bouton « reset », figure de style déjà utilisée lors sa campagne pour l'élection au Conseil fédéral.
Deux ans plus tard, à la suite des élections européennes de 2019, une nouvelle Commission européenne, présidée par Ursula von der Leyen, entre en fonction.

### Négociateurs suisses
Au cours de la négociation sur l'accord institutionnel, la Suisse nomme cinq négociateurs différents.
Comme mentionné, Yves Rossier, secrétaire d'État au DFAE au moment de l'adoption du mandat de négociation, est le premier à entamer les discussions en 2013. Il est remplacé en 2016 par Jacques de Watteville (de), secrétaire d'État aux questions financières internationales, qui prend le titre de négociateur en chef,. Les partis politiques accueillent cette nomination avec un certain scepticisme, car le dossier traîne en longueur, en particulier depuis le vote sur l'immigration de masse en 2014. La NZZ y voit pour sa part un éparpillement des responsabilités (car Yves Rossier reste le plus haut diplomate suisse).
Ayant atteint l'âge de la retraite, Jacques de Watteville quitte l'administration fédérale en 2017 et le dossier est repris par Pascale Baeriswyl, nommée secrétariat d'État au DFAE un an plus tôt pour succéder à Yves Rossier. Cette cohérence retrouvée entre la diplomatie suisse et les négociations avec l'Union européenne est saluée par la presse,, mais le dossier n'avance pas.
Après l'entrée en fonction de Baeriswyl, Ignazio Cassis prend la tête du DFAE, et les rapports entre le conseiller fédéral et la secrétaire d'État ne sont pas les meilleurs. Un aspect de la stratégie de « reset » de Cassis consiste en une réorganisation du personnel de négociation. Il nomme ainsi, avec effet immédiat, Roberto Balzaretti (ambassadeur auprès de l'Union européenne depuis 2013 à 2016) nouveau négociateur en chef avec le titre de secrétaire d'État . Cette nomination n'est pas du goût de tout le monde, car Balzaretti fait preuve de trop de franc-parler (ce qui lui vaut le titre de diplomate non diplomatique par la NZZ). Paul Rechsteiner, président de l'Union syndicale suisse, parle carrément de très mauvais choix pour le poste (« maximale Fehlbesetzung für diesen Job » ).
Alors que Balzaretti a des vues sur le poste de Baeriswyl, le Conseil fédéral décide de nommer Livia Leu Agosti (ambassadrice de Suisse en France depuis 2018), pour reprendre le secrétariat d'État et le dossier européen en octobre 2020. Le Tages-Anzeiger parle alors de sacrifice de Balzaretti au profit de Leu Agosti. Par la même occasion, le DFAE est doté d'une nouvelle structure, afin que la politique européenne soit pleinement prise en main par la nouvelle secrétaire d'État et négociatrice en chef.

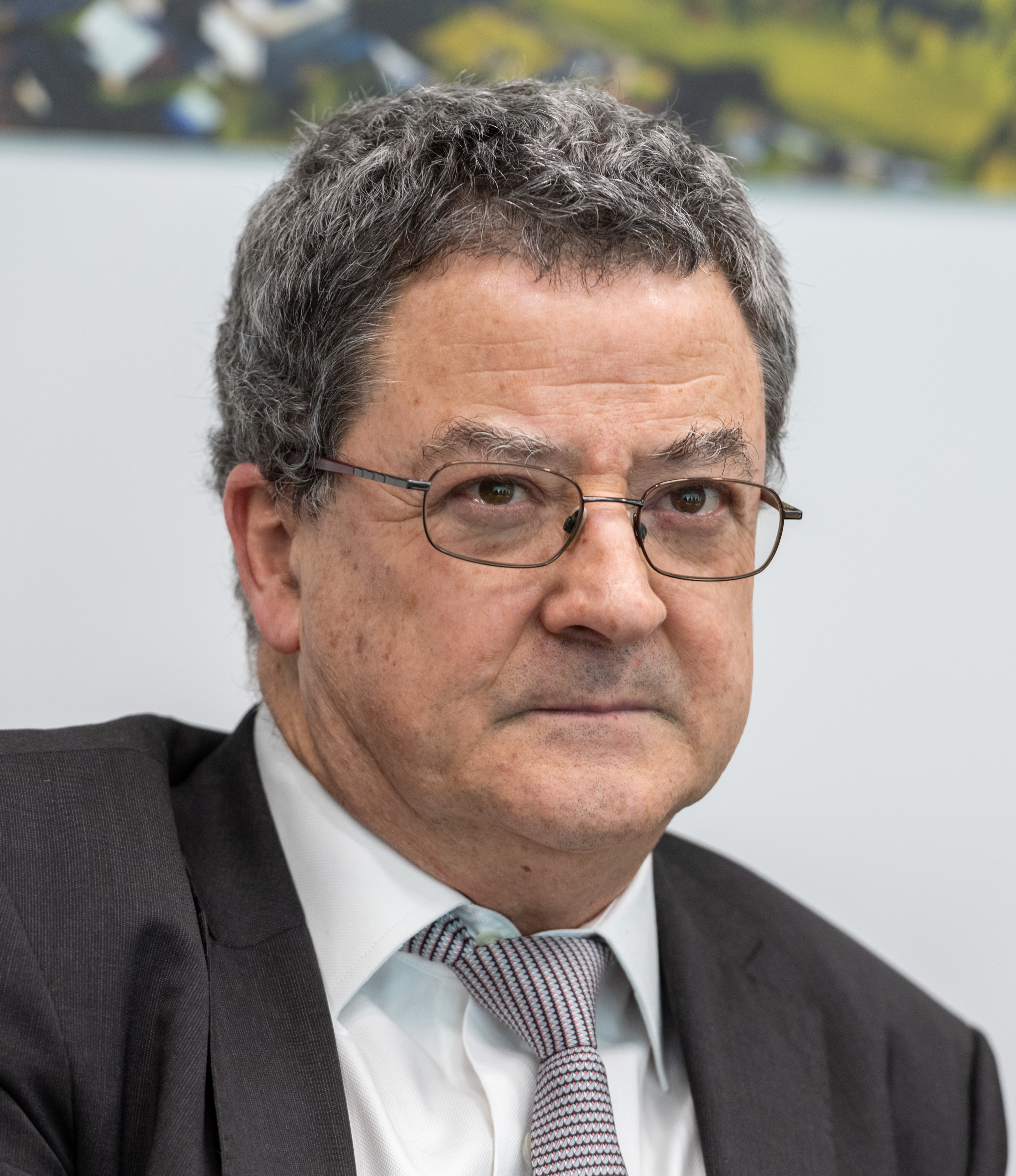
Yves Rossier, négociateur suisse de 2013 à 2016.
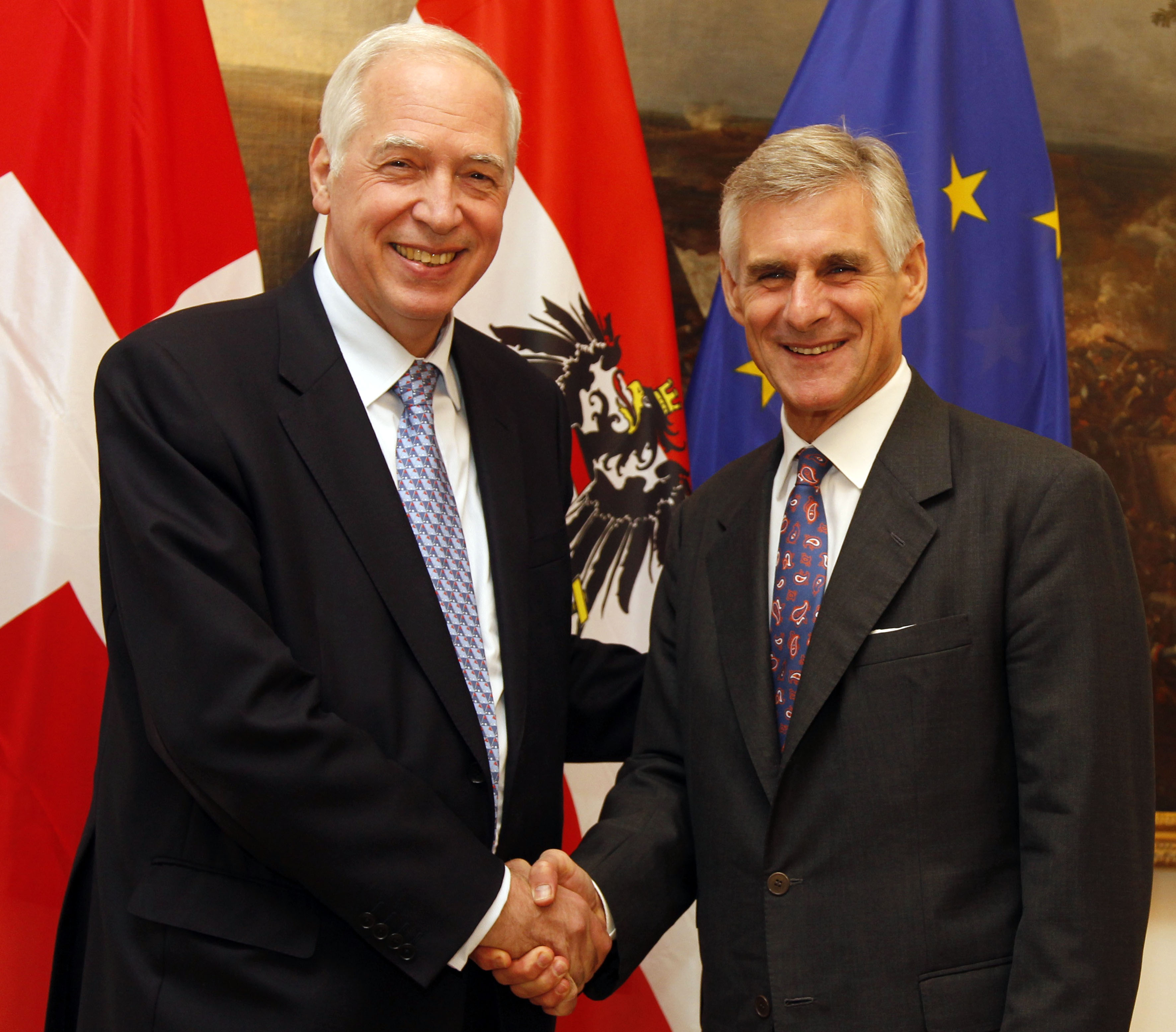
Jacques de Watteville (de) (à gauche), négociateur suisse de 2016 à 2017.
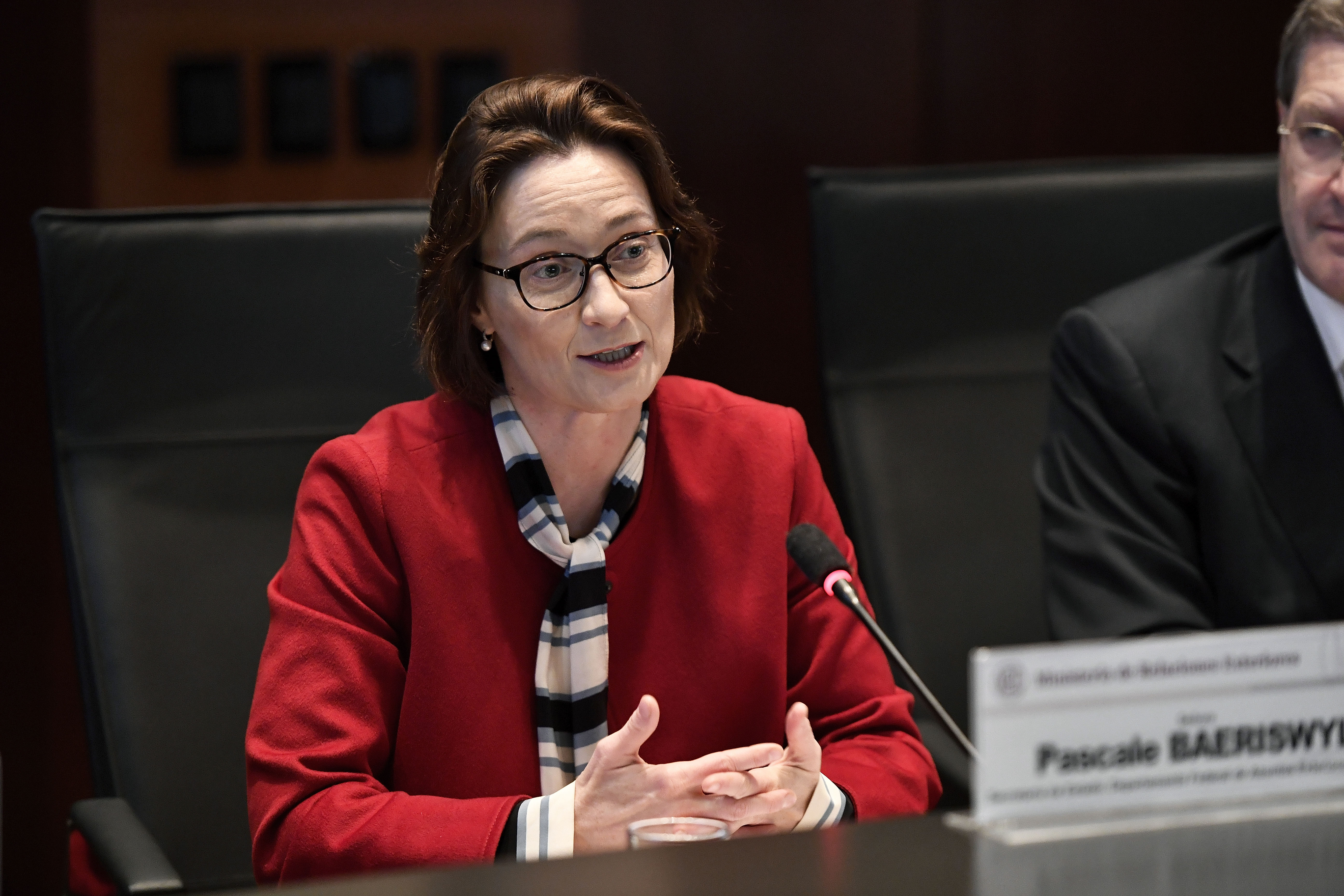
Pascale Baeriswyl, négociatrice de 2017 à 2019.
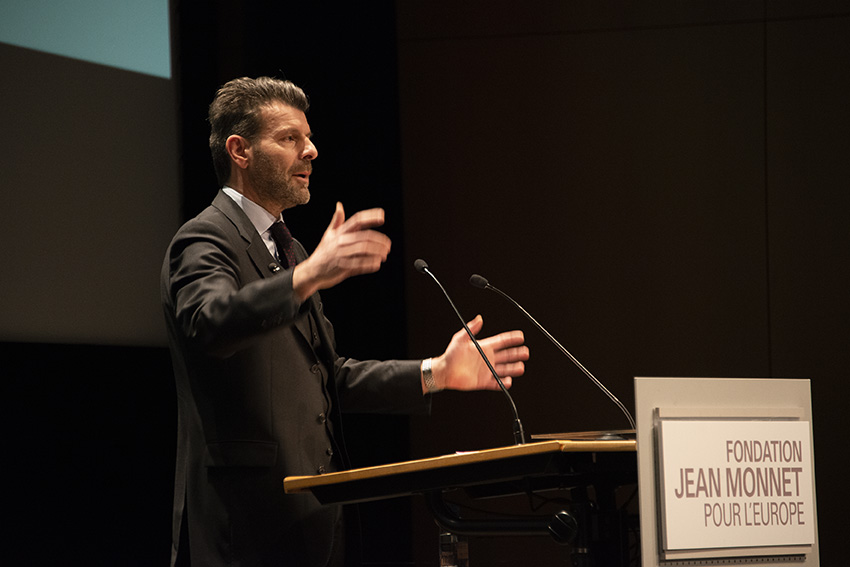
Roberto Balzaretti, négociateur suisse de 2019 à 2020.
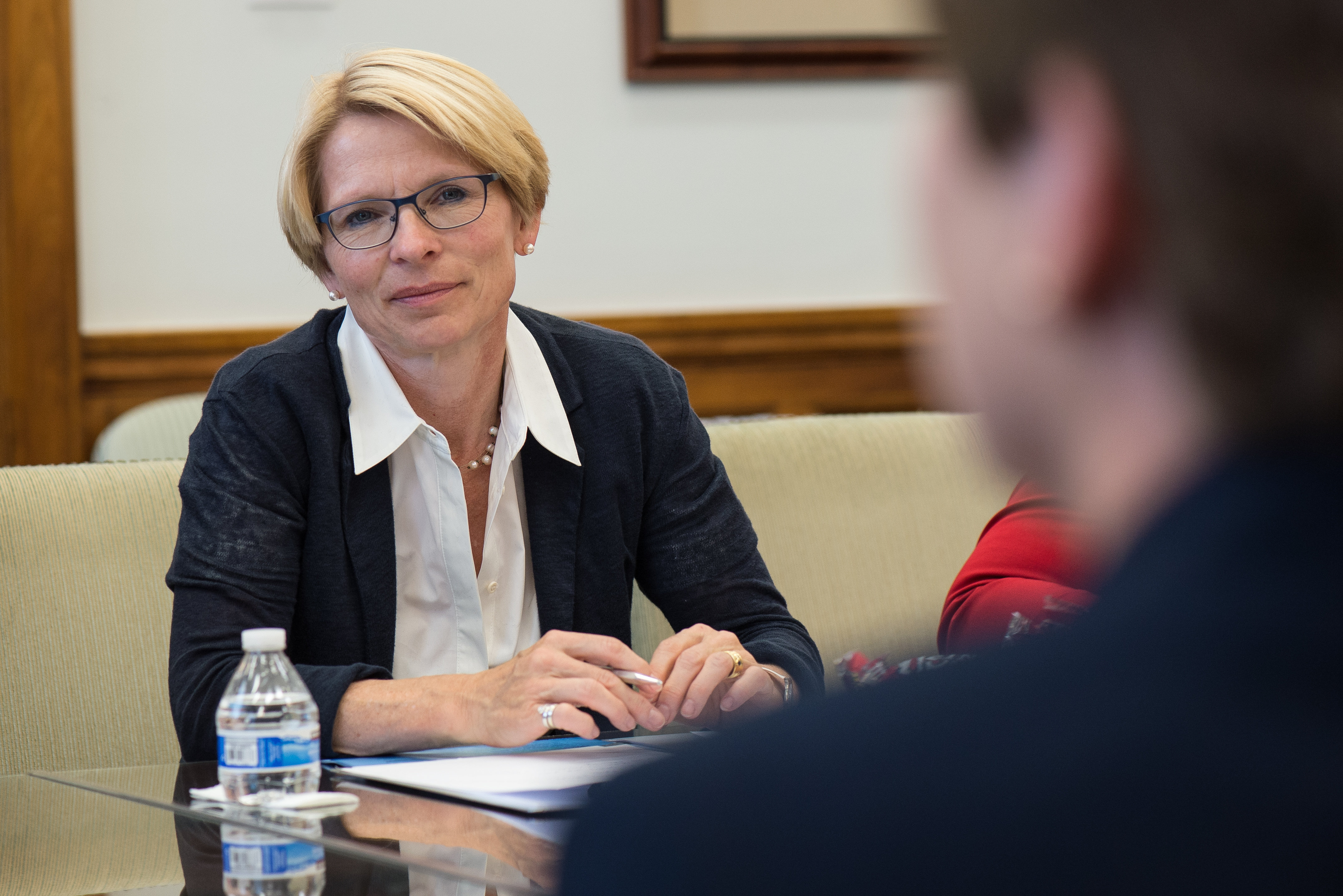
Livia Leu Agosti, négociatrice suisse depuis 2020.

Du côté des représentants auprès des institutions européennes, Roberto Balzaretti est ambassadeur à Bruxelles dès 2013. Il est remplacé en 2016 par Urs Bucher. Rita Adam (ambassadrice à Rome depuis 2018) prend la direction de la mission suisse à Bruxelles peu de temps après la nomination de Livia Leu Agosti. Elle est identifiée de numéro 2 suisse sur le dossier de l'accord institutionnel par Le Temps.

### Négociateurs européens
Plusieurs négociateurs se succèdent également du côté de l'Union européenne. David O'Sullivan est désigné en 2014 lors de l'ouverture des négociations.
En 2017, la SRF identifie Christian Leffler (secrétaire général adjoint du Service européen pour l'action extérieure SEAE), comme négociateur en chef et interlocuteur principal de Jacques de Watteville. Leffler prend sa retraite au printemps 2020, et est remplacé par Stefano Sannino (en) (également secrétaire général adjoint du SEAE),. Sannino devient toutefois secrétaire général du SEAE (remplaçant Helga Schmid) en janvier 2021, ouvrant de nouveau la recherche pour une nouvelle personne responsable du dossier suisse. En février 2021, Le Temps identifie Stéphanie Riso, cheffe de cabinet adjointe de la présidente von der Leyen, comme la personne de contact principale avec Livia Leu Agosti lors des rencontres en vue des clarifications demandées par la Suisse.

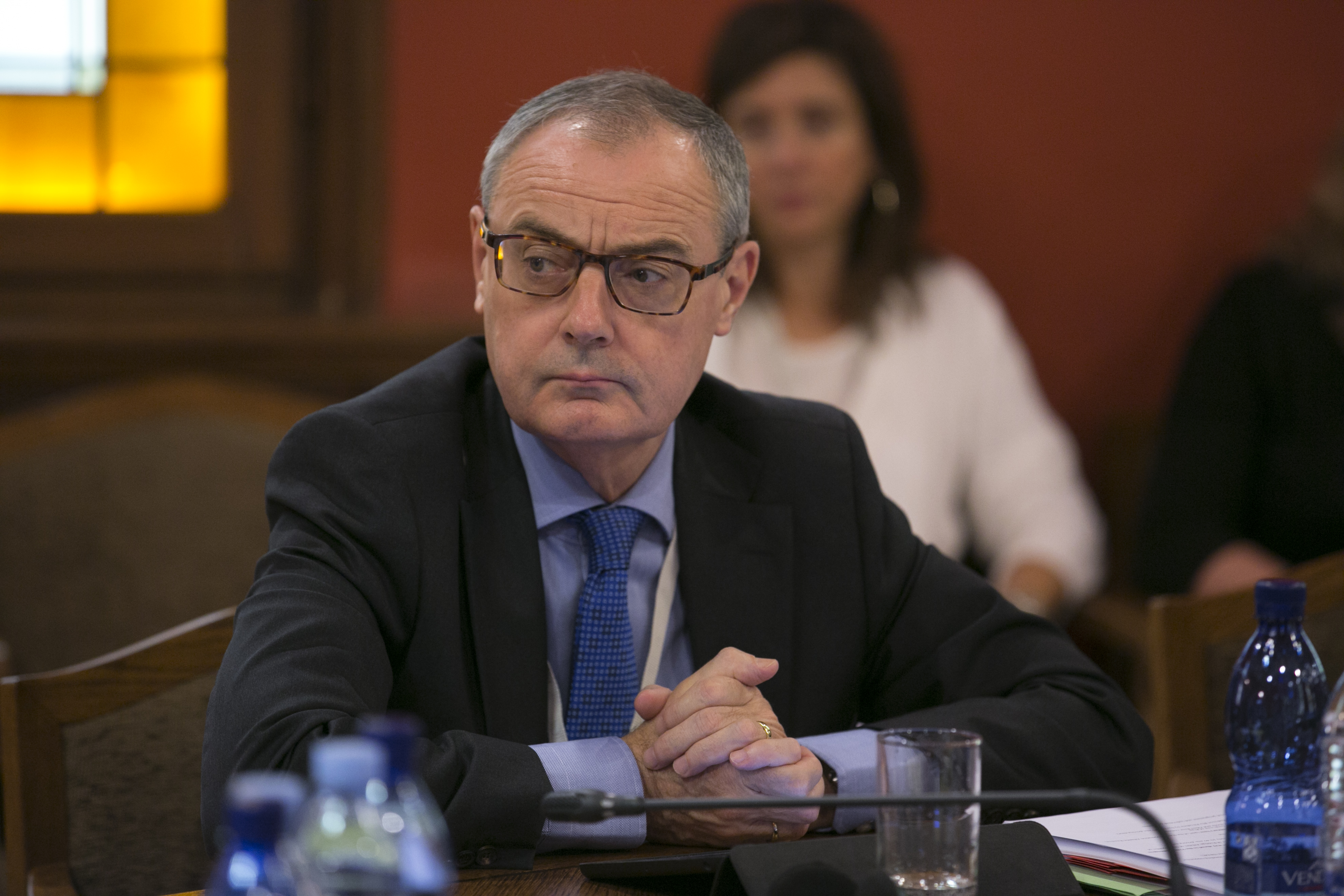
David O'Sullivan, négociateur européen désigné en 2014.
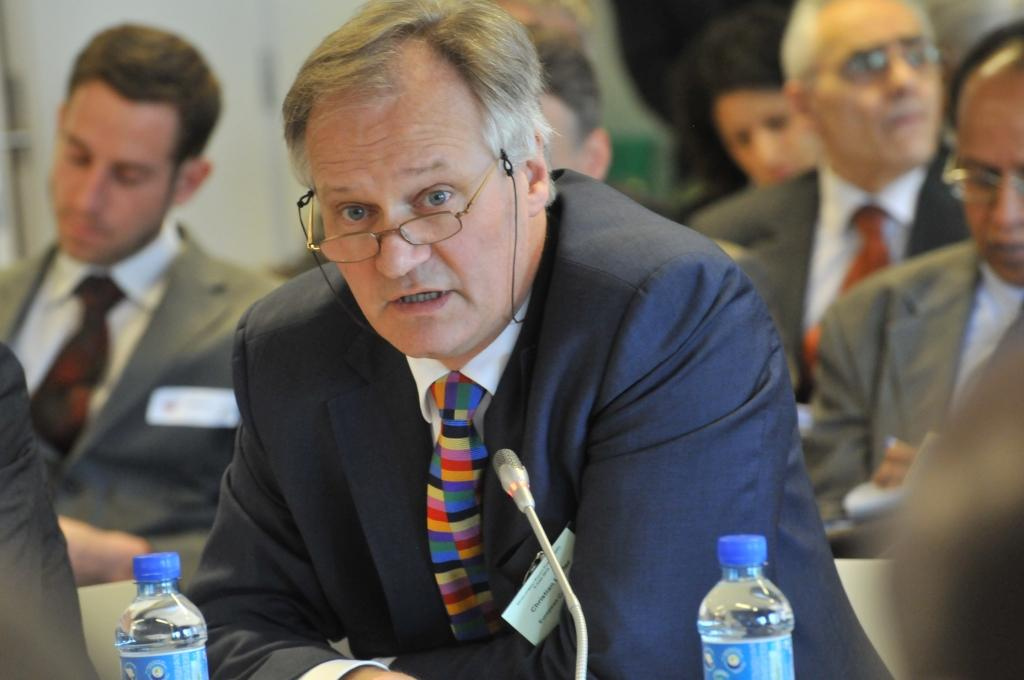
Christian Leffler, négociateur en chef de 2017 à 2020.
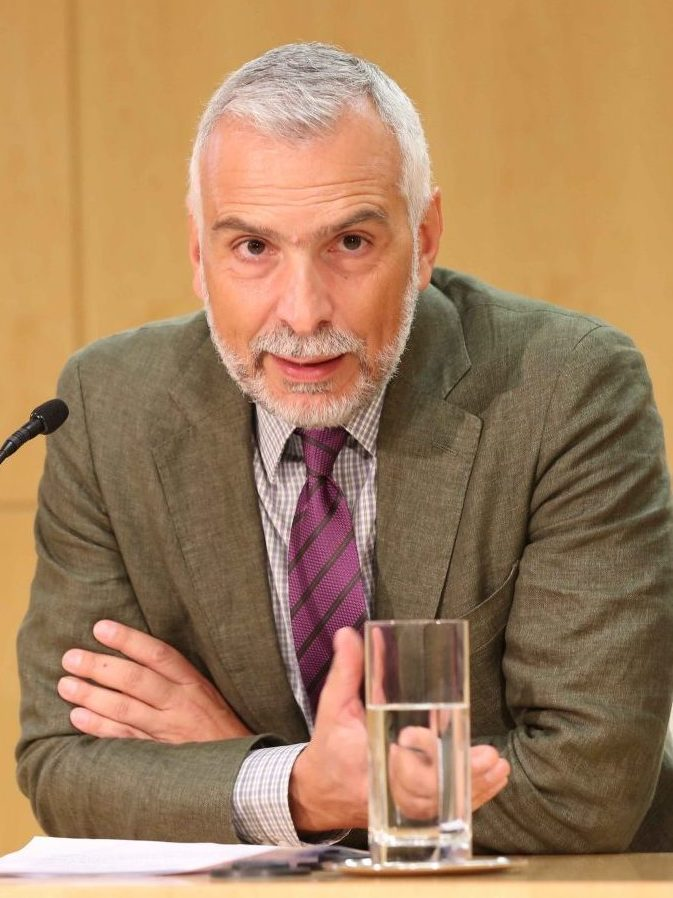
Stefano Sannino (en), négociateur européen de 2020 à 2021.

Richard Jones est en poste à Berne dès janvier 2012. En 2016, Michael Matthiessen est nommé représentant permanent de l'Union européenne à Berne, surtout pour faire de la « gestion de crise », selon le Tages-Anzeiger. Il est remplacé par Petros Mavromichalis en septembre 2020,.

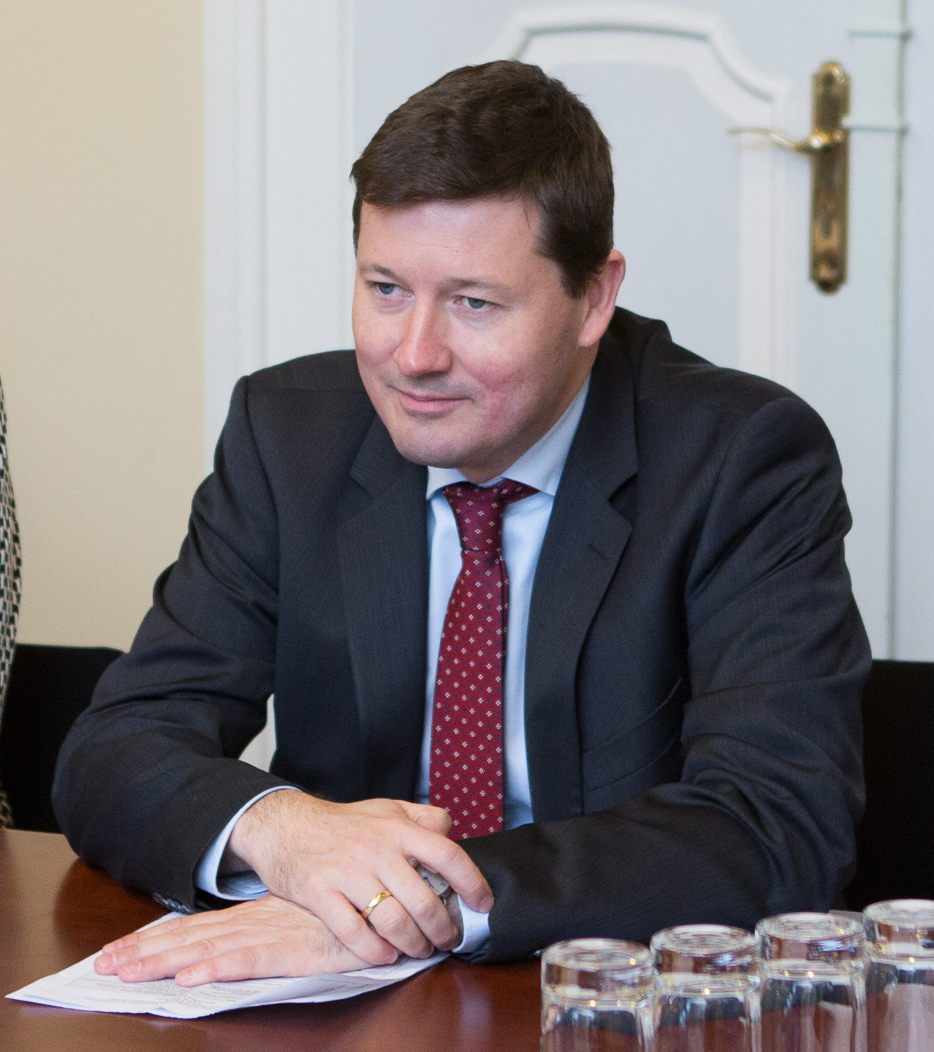
Martin Selmayr, secrétaire général de la Commission Juncker, est également un interlocuteur pour la Suisse.

D'autres personnages importants sont identifiés par la presse, en 2019, Martin Selmayr, secrétaire général de la Commission européenne, est vu par Swissinfo comme l'interlocuteur principal de Roberto Balzaretti.

### Non-signature par la Suisse et fin des négociations
Le 26 mai 2021, le Conseil fédéral annonce en conférence de presse qu'elle ne signe pas le projet d'accord et met un terme aux négociations. Dans un communiqué de presse, la Commission européenne indique  qu'elle « regrette » la décision du gouvernement suisse.

## Champs d'application

### Champ d'application matériel
Les accords touchés par l'accord institutionnel sont d'un côté des accords existants, de l'autre des accords que les parties peuvent conclure dans le futur (collectivement appelés « accords concernés »).

#### Accords en vigueur
Des 130 accords principaux qui lient la Suisse et l'Union européenne, seuls cinq des accords bilatéraux I sont concernés par l'accord institutionnel, :
- l'accord sur la libre circulation des personnes[95] ;
- l'accord sur le transport aérien[96] ;
- l'accord sur le transport de marchandises et de voyageurs par rail et par route[97] ;
- l'accord relatif aux échanges de produits agricoles[98] ; et
- l'accord sur la reconnaissance mutuelle en matière d'évaluation de la conformité[99], abrégé MRA d'après son nom anglais Mutual recognition agreement (en).

#### Accords futurs
Il est prévu que l'accord institutionnel s'applique également aux accords conclus dans le futur par la Suisse et l'Union européenne, pour autant qu'ils touchent l'accès au marché unique. Cela serait le cas, par exemple, pour un accord sur l'électricité.

#### Accord de libre-échange de 1972
En 1972, la Suisse conclut un accord de libre-échange (ALE 1972) avec la Communauté économique européenne. L'ALE 1972 ne figure pas dans la liste des accords concernés par l'accord institutionnel, ce qui étonne Astrid Epiney. La Suisse et l'Union européenne souhaitent toutefois moderniser cet accord,. Lors de la procédure de consultation, plusieurs organisations (dont l'Union suisse des paysans) se posent la question de l'applicabilité de l'accord institutionnel si l'ALE est modernisé. L'administration fédérale considère que l'accord institutionnel serait applicable seulement si l'ALE est modernisé avec des éléments d'harmonisation (du droit suisse avec le droit européen).

### Champ d'application territorial
L'accord institutionnel s'applique aux territoires où les traités européens sont applicables et au territoire de la Suisse.

## Éléments clefs
Le projet d'accord institutionnel est structuré entre trois parties : une partie principale, trois protocoles et une annexe. Il vise à apporter quatre éléments pour encadrer les accords bilatéraux concernés : la reprise dynamique du droit ; une interprétation uniforme du droit ; une surveillance de l'application des accords concernés ; un système de résolution des différends.
Les deux parties au projet d'accord institutionnel sont la Confédération suisse et l'Union européenne. Il ne s'agit donc pas d'un accord mixte qui nécessiterait l'approbation supplémentaire des États membres.
Selon son article premier, l'accord institutionnel a pour but de garantir « plus grande sécurité juridique et l'égalité de traitement » de la Suisse dans les domaines où elle a accès au marché intérieur.

### Reprise dynamique du droit
Un nouveau système de reprise de l'acquis communautaire est nécessaire, car les accords concernés sont de nature « statique », autrement dit ils ne peuvent pas être mis à jour en fonction de l'évolution de l'acquis européen,.
La procédure selon laquelle la Suisse reprend les actes communautaires comporte plusieurs étapes. L'accord institutionnel vise toutefois une reprise aussi rapide que possible,.

#### Élaboration d'un nouvel acte au niveau européen
La Commission européenne informe la Suisse lorsqu'un nouvel acte juridique européen doit être élaboré dans le domaine des accords concernés ; Bruxelles peut également consulter les experts suisses pour l'élaboration de l'acte. Une des deux parties peut demander à ce qu'un « échange de vue préliminaire » ait lieu au sein du comité sectoriel de l'accord concerné par l'acte. Chaque accord concerné dispose d'un comité sectoriel (ou comité mixte) où la Suisse et l'Union européenne sont représentées de manière paritaire et échangent sur le domaine concerné. La Commission européenne pourrait ainsi demander l'avis de la Suisse au sein du comité sectoriel MRA si Bruxelles décidait d'édicter une nouvelle directive dans le domaine de la conformité des prothèses dentaires.

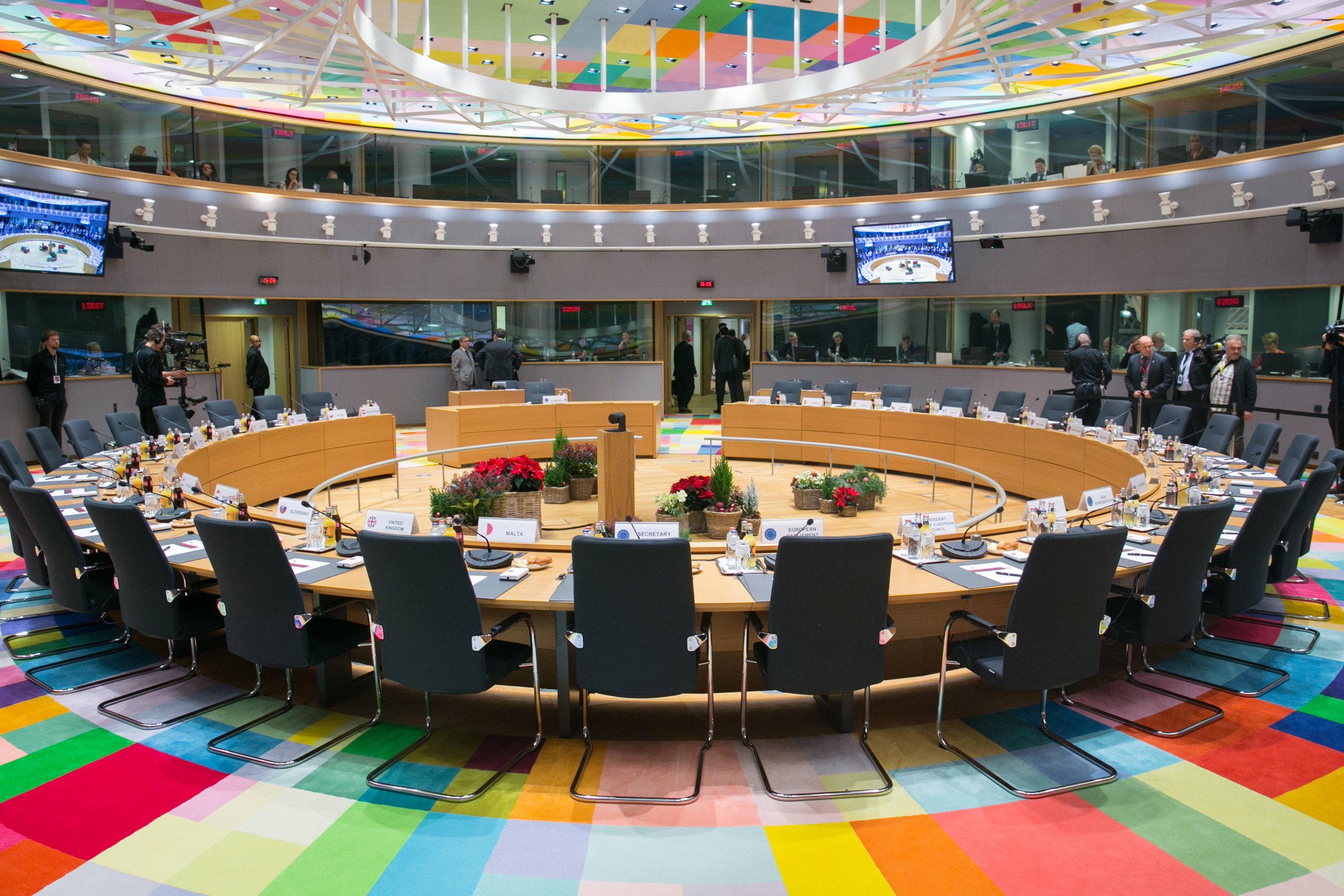
Salle de réunion du Conseil de l'Union européenne (ex-Conseil des ministres), à Bruxelles.

Les parties peuvent se consulter de nouveau avant que le Conseil de l'Union européenne (ex-Conseil des ministres) prenne sa décision.

#### Reprise dans le droit suisse
Une fois l'acte adopté par les institutions européennes, l'Union informe la Suisse le plus rapidement possible par le biais du comité sectoriel concerné et les deux parties se consultent. Le comité sectoriel adopte une décision (la procédure diffère en fonction de l'accord concerné) pour intégrer le nouvel acte à l'accord concerné. En suivant l'exemple ci-avant, le comité sectoriel MRA décide comment intégrer la nouvelle directive sur la conformité des prothèses dentaires dans le MRA. Les deux parties (Suisse et Union européenne) signent la décision au sein du comité sectoriel et celle-ci entre (en règle générale) immédiatement en vigueur.
Si l'accord concerné prévoit cette possibilité, le comité sectoriel peut constater que le droit suisse est équivalent au droit européen à reprendre.

#### Obligations constitutionnelles suisses
Au moment où les parties se consultent (après l'adoption du nouvel acte européen), la Suisse informe l'Union européenne si elle doit remplir au préalable ses obligations constitutionnelles (à travers une votation populaire par exemple).
Entre le moment où la Suisse informe l'Union de cette obligation et le moment où l'obligation est remplie, les parties peuvent s'accorder sur une application provisoire. La Suisse informe par la suite l'Union lorsque l'obligation est remplie (l'acte récolte une majorité de oui en votation). La Suisse dispose de deux ans pour remplir ses obligations constitutionnelles, trois ans s'il s'agit d'un référendum.

#### Évaluation juridique
Cette procédure correspond, dans les grandes lignes, à la reprise de l'acquis Schengen,,,. Ce changement de paradigme est toutefois conséquent pour l'édifice créé par les accords bilatéraux I. Elle considère également que la grande majorité du droit repris est de nature technique et non politique (ou ayant un caractère législatif important),. Elle réfute toutefois la qualification de « reprise automatique », dans la mesure il s'agit justement de droit technique et non pas d'une décision politique.
Epiney est toutefois plus critique envers l'accord en ce qui concerne la question « Y a-t-il un développement de l'acquis communautaire ? », étant donné que l'accord institutionnel ne se prononce pas à ce propos,. Elle part du principe qu'il y a un tel développement s'il y a une modification du droit dérivé européen déjà repris par la Suisse,. Une évaluation plus précise doit se faire lors de la création d'une nouvelle norme (extension de l'acquis),. Une telle évaluation se fait, au plus tard, au stade de la résolution des différends.
La question de l'obligation de reprendre la directive sur la citoyenneté de l'Union est analysée plus bas.

#### Reprise automatique?
Certaines personnalités politiques, particulièrement de l'UDC, parlent de « reprise automatique » du droit européen, dont le conseiller national et rédacteur en chef de la Weltwoche Roger Köppel. Selon Albert Rösti, l'Union européenne a pratiquement un revolver contre la tempe de la Suisse, la contraignant à reprendre le droit européen sans broncher. Cette possibilité est toutefois proposée par l'Union européenne au début des négociations.
Plusieurs arguments peuvent contredire cette vision. D'une part, l'Union européenne a la possibilité de faire appel au tribunal arbitral. D'autre part, la Suisse a la possibilité de respecter ses obligations constitutionnelles, y compris la possibilité d'organiser un référendum,,. Cet avis est partagé par l'ancien juge fédéral Thomas Pfisteter, et l'administration fédérale. De plus, la Suisse est consultée et a un droit de parole (appelé « decision shaping » en anglais) lors de l'élaboration de nouveaux actes européens.

### Interprétation uniforme
Avec l'accord institutionnel, les accords concernés doivent être interprétés et appliqués de manière uniforme (c.-à-d. de la même manière que dans l'Union européenne). Il en va de même pour les actes juridiques de l'Union qui sont mentionnés dans les accords concernés. Si les actes juridiques font référence à des « notions de droit européen », ils doivent être interprétés conformément à la jurisprudence de la Cour de justice de l'Union européenne (CJUE) ; la jurisprudence avant et après la signature de l'accord concerné doit être prise en compte.
L'interprétation uniforme est aussi appelée « interprétation parallèle », car l'interprétation de l'acte en Suisse se fait de manière parallèle à celle en Europe.
Depuis la conclusion des accords bilatéraux I, le Tribunal fédéral applique deux types d'interprétation : une interprétation liée et une interprétation autonome. L'interprétation liée est le fait d'appliquer tel quel l'interprétation de la Cour de justice de l'Union européenne. Elle s'applique pour les accords bilatéraux jusqu'à la date de signature des accords et signifie que le Tribunal fédéral doit appliquer toute la jurisprudence de la CJUE émise jusqu'au 21 juin 1999. Les accords bilatéraux prévoient que la jurisprudence est simplement communiquée à la Suisse, sans qu'elle soit obligée de la reprendre.
La doctrine considère, en partie, que l'accord institutionnel n'est pas vraiment novateur, car le Tribunal fédéral suit déjà librement une forme d'interprétation uniforme, notamment dans le domaine de la libre circulation des personnes depuis 2009, et dans celui du droit des cartels depuis les années 2010,. Le Tribunal fédéral y recourt afin de créer une interprétation des dispositions suisses (touchant le marché commun) la plus parallèle possible à l'interprétation européenne.
La doctrine relève toutefois l'absence de définition de « notion de droit européen » dans l'accord institutionnel,,. Une partie d'entre elle part du principe que les termes venant directement du droit européen font partie de cette définition, en particulier des traités, ou du droit secondaire. Pour les termes moins clairement attribuables au droit européen, l'interprétation est clarifiée lors de la résolution des différents,.

### Surveillance

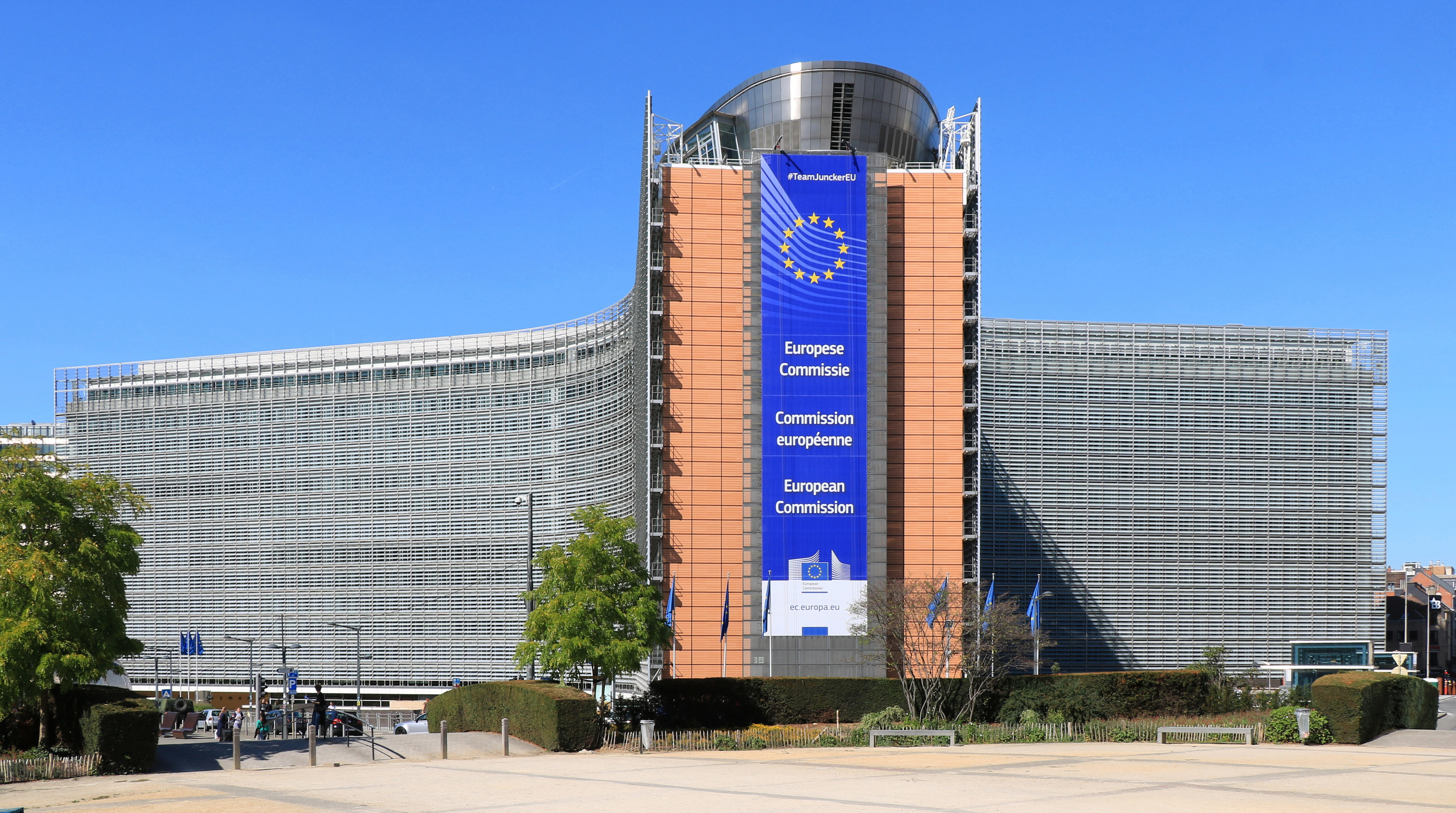
Bâtiment Berlaymont, siège de la Commission européenne, à Bruxelles.

Chaque accord bilatéral prévoit la constitution d'un comité mixte (appelé « comité sectoriel » dans l'accord institutionnel), composé de représentants de la Suisse et de l'Union européenne. Il y a en conséquence un comité mixte pour l'ALE 1972, un pour l'ALCP, un autre pour le transport aérien, etc.
L'accord institutionnel prévoit de manière générale que la Commission européenne et les autorités suisses compétentes coopèrent et s'entraident dans la surveillance de l'application des accords concernés.
Chaque partie est chargée de prendre les mesures pour assurer l'application « effective et harmonieuse » des accords sur son propre territoire. La surveillance s'effectue de manière conjointe au sein du comité sectoriel compétent. Toutefois chaque partie (Suisse et Union européenne) a le droit de contrôler l'application dans l'autre partie. En cas d'application incorrecte d'un accord, les parties échangent à ce sujet au sein du comité sectoriel compétent, afin de trouver une solution acceptable. En cas de désaccord persistant, le litige passe en procédure de résolution des différends,,.
Le système prévu par l'accord institutionnel est appelé système à deux piliers, et est relativement courant en droit international. L'accord institutionnel ne crée pas de nouvelle instance internationale (à l'instar de l'autorité de surveillance de l'AELE).

### Résolution des différends et tribunal arbitral

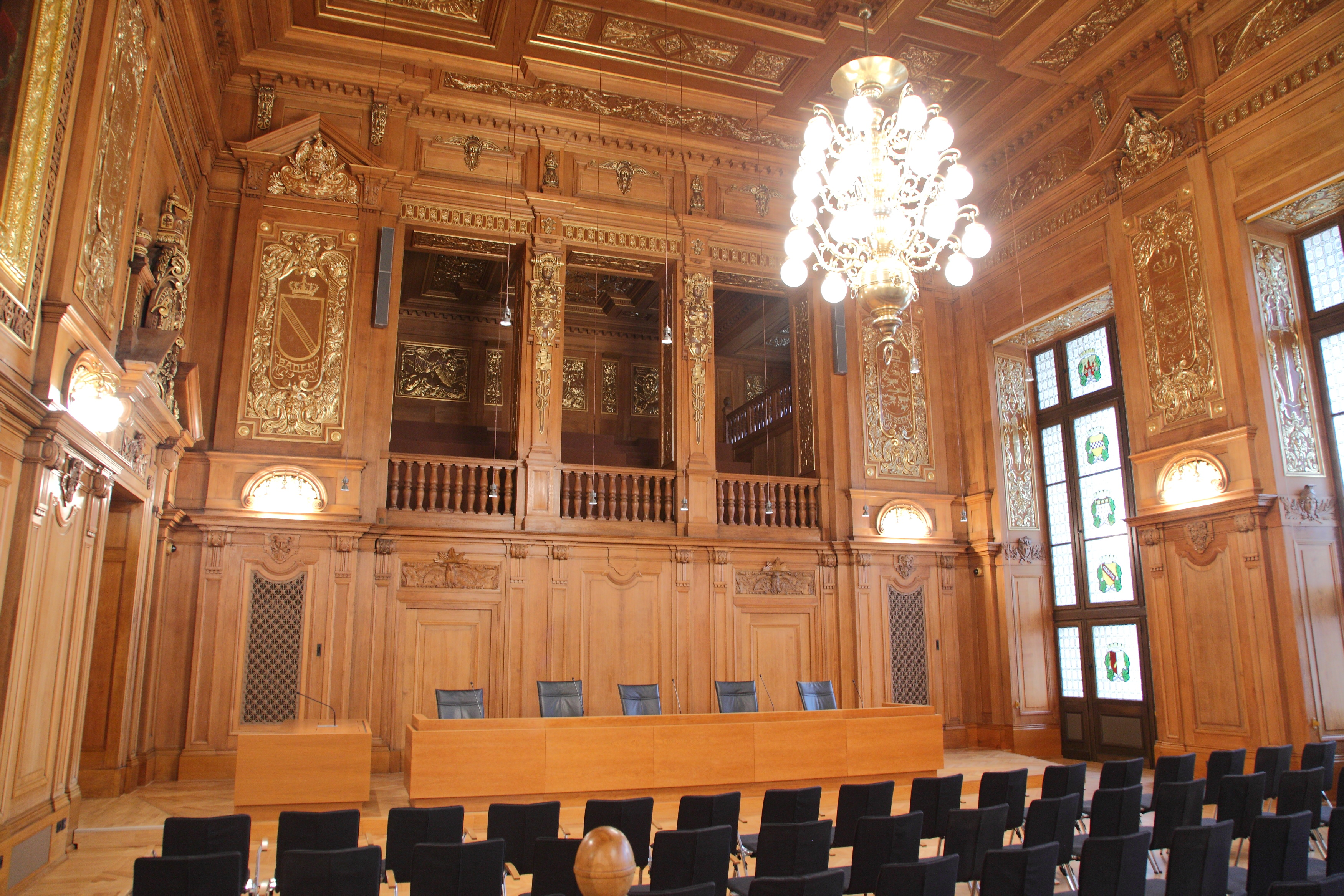
L'accord institutionnel prévoit la possibilité de faire appel à un tribunal arbitral afin de résoudre les différents (ici une salle du Tribunal administratif fédéral allemand).

Depuis la signature des accords bilatéraux I, la procédure en résolution des différends est hétérogène, chaque accord ayant son propre système,. À titre d'exemple, l'ALCP prévoit une résolution au sein de son comité mixte (une résolution diplomatique et politique), sans participation aucune de la Cour de justice de l'Union européenne (CJUE). Avec l'accord cadre, cette procédure se retrouve ainsi codifiée et judiciarisée pour les accords concernés.
L'accord institutionnel prévoit un principe d'exclusivité dans la résolution des différends. La Suisse et l'Union européenne s'engagent ainsi à ne pas soumettre leurs différends à une autre procédure de résolution que celle prévue par l'accord institutionnel,. Ces différents peuvent émerger de l'application ou l'interprétation des accords concernés ou bien de l'accord institutionnel même. Il peut s'agir d'un différend sur l'interprétation d'une notion de droit européen, ou bien sur la reprise d'un acte de l'Union par la Suisse,.

#### Procédure
La procédure commence avec la consultation des parties au sein du comité mixte compétent afin de trouver une solution mutuellement acceptable. Si la Suisse et l'Union européenne n'arrivent pas à trouver de solution dans les trois mois, une partie peut demander que l'affaire soit portée devant le tribunal arbitral, sans devoir demander l'autorisation à l'autre partie,.
Le tribunal arbitral est composé de trois arbitres ou, sur demande d'une partie, de cinq arbitres. Ils sont nommés par les parties : la Suisse et l'UE en nomment chacun un, et ces arbitres nomment le troisième arbitre qui exerce la fonction de président.
Si, lors de la procédure, une notion de droit européen doit faire l'objet d'une interprétation, le tribunal arbitral doit demander à la CJUE de fournir une interprétation. Chaque partie peut demander que la CJUE soit saisie d'une question d'interprétation. L'interprétation fournie par la CJUE « lie le tribunal arbitral ».
Une fois le jugement rendu par le tribunal arbitral, les parties sont obligées de s'y conformer. Si une partie (l'Union européenne par exemple) ne respecte pas la sentence arbitrale, l'autre partie (la Suisse) a le droit prendre des « mesures de compensation ». Si une partie (l'UE) considère que les mesures prises sont disproportionnées, elle a le droit de demander au tribunal arbitral de vérifier leur proportionnalité.
Les décisions du tribunal arbitral sont définitives ; il n'y ainsi aucune possibilité de faire recours,.

#### Évaluation juridique
Selon une minorité de la doctrine (Pirker), la procédure s'inscrit dans un schéma classique de droit international. Selon une majorité de la doctrine (Baudenbacher, Tobler et Oesch), elle trouverait plutôt son origine de la politique de voisinage de l'Union européenne, en particulier de l'accord d'association avec l'Ukraine, de sorte à pouvoir pratiquement parler de « modèle ukrainien ». En effet, de nombreux point sont similaires entre l'accord institutionnel et l'accord d'association. Cette inspiration n'est toutefois pas du goût de Badenbacher, qui n'hésite pas à parler de « bricolage amateur »,. Certains auteurs se posent également la question de la comptabilité d'un tel tribunal arbitral avec le droit constitutionnel européen, en particulier son autonomie,.
La doctrine n'est pas unie sur la nature de la procédure lorsque la CJUE doit répondre à une question d'interprétation. Une partie des auteurs (en particulier Epiney et Pirker) part du principe qu'il s'agit d'une procédure similaire, mais pas identique, à la procédure en renvoi préjudiciel,. Baudenbacher exclut tout similitude avec le renvoi préjudiciel, même si son raisonnement est critiqué. Plusieurs auteurs critiquent aussi le manque de clarté autour du rôle de la CJUE, en particulier dans quelles circonstances elle peut être appelée à intervenir et selon quels critères,.
De par le caractère exclusif de la procédure, il n'est pas possible pour l'une ou l'autre partie de (faire) régler le différend devant une autre juridiction, comme la CJUE ou la Cour internationale d'arbitrage. Les acteurs économiques (entreprises ou faîtières) ne peuvent pas être partie à la procédure, encore moins devant la CJUE. Étant donné qu'il y a aucune obligation à faire appel au tribunal arbitral, les parties (Suisse et UE) auraient tout intérêt de résoudre le différend à l'amiable, sans arriver au point de solliciter le tribunal arbitral.
L'évaluation politique de la procédure (et en particulier le rôle du tribunal arbitral et de la CJUE) est abordée plus bas.

### Protocoles et déclarations
Les protocoles font partie intégrante de l'accord institutionnel,.
Le premier s'occupe des mesures relatives à la protection du marché du travail suisse. Le deuxième dresse la liste des exceptions à la reprise dynamique du droit. Le troisième établit la procédure devant le tribunal arbitral.
Trois déclarations communes portent sur l'accord de libre-échange de 1972, la contribution de cohésion à l'UE élargie (une forme d'aide au développement appelée aussi « milliard de cohésion ») et les aides d'État dans l'accord sur le transport aérien. Ces trois déclarations sont juridiquement non contraignantes, mais peuvent aider à l'interprétation de l'accord institutionnel.

## Controverses

### Protection des salaires
Un thème lié à l'accord sur la libre-circulation des personnes (ALCP) celui de la protection des salaires suisses.

#### Saisonniers et frontaliers
Avec l'entrée de l'ALCP en 2002, le statut de travailleur saisonnier, « précaire et à l'origine d'abus », est aboli en Suisse. Ce statut permet à l'origine d'engager une main-d'œuvre étrangère bon marché, ce qui exerce une pression sur les salaires suisses (les tirant vers le bas).
Les salaires suisses sont plus élevés que dans le reste de l'Europe (environ 88 000 USD par an en moyenne selon l'OCDE, soit environ 6 500 CHF par mois), environ le double des salaires moyens allemands, français et autrichiens et le triple des salaires italiens. Cela pousse certains travailleurs dans les régions frontalières à la Suisse (la Lombardie, le Piémont, la Savoie, le Bade-Wurtemberg) à prendre un emploi en Suisse, mieux rémunéré, mais moins important que les salaires accordés à des résidents suisses. Toutefois la Suisse est dépendante de cette main-d'œuvre meilleur marché que celle locale. Cela exerce une pression sur les salaires suisses, particulièrement au Tessin et à Genève.

#### Mesures d'accompagnement
L'Union européenne adopte la directive dite sur les travailleurs détachés (directive 96/17/CE) en 1996, qui a (entre autres) pour but de lutter contre la surenchère salariale et sociale (dumping). Après l'entrée en vigueur de l'ALCP, la Suisse reprend en 2004 certaines dispositions de cette directive dans son ordre juridique national sous le nom de « mesures d'accompagnement » (flankierende Massnahmen, abrégées FlaM en allemand),,. Cette reprise par la Suisse comprend trois volets : l'adoption d'une loi et d'une ordonnance spécifiques sur le thème ; des mesures en faveur des conventions collectives de travail ; et l'introduction des contrats-type de travail avec salaires minimaux contraignants pour certaines branches. Avec l'élargissement de l'Union européenne au milieu des années 2000, la Suisse étend ses mesures d'accompagnement.
Deux de ces renforcements touche le délai d'annonce et l'obligation de cautionnement. Si une entreprise européenne souhaite effectuer un travail (par exemple faire des travaux) en Suisse, elle doit l'annoncer au moins huit jours avant que lesdits travaux ne commencent,. Cette « règle des huit jours » est nécessaire de manière que les autorités suisses puissent s'organiser et potentiellement faire un contrôle,. Sous certaines conditions, l'entreprise européenne a également l'obligation de déposer une caution,. La NZZ voit la règle des huit jours comme  « vache sacrée » des mesures d'accompagnement. Les partis de gauche et les syndicats déclarent refuser de vouloir signer un accord qui mette en péril les mesures d'accompagnement,.
Selon plusieurs études du Secrétariat d'État à l'économie, ces mesures d'accompagnement sont efficaces, même si cela ne se montre pas dans toutes les branches de travail,, mais ces études font l'objet d'interprétationa différentes, particulièrement de la part des syndicats.

#### Point d'accroche pour l'accord institutionnel
L'Union européenne voit en ces mesures d'accompagnement une restriction de la libre-circulation et souhaite ainsi les abolir,,. Ces mesures d'accompagnement font l'objet d'intenses et ardues négociations,, et arrivent au point que l'Union européenne est prête à accepter une règle de quatre jours au lieu de huit.
Selon plusieurs avis de droit, il est possible que ces mesures d'accompagnement soient une violation de l'ALCP,. Avec l'accord institutionnel, la question des mesures d'accompagement puisse l'objet d'une question d'interprétation devant la Cour de justice de l'Union européenne et décide en défaveur de la Suisse,.
Le Conseil fédéral est également en conflit avec l'Union syndicale suisse (USS). Après la présentation de l'accord institutionnel négocié en décembre 2018, l'économiste en chef de l'USS, Daniel Lampart, désigne le projet comme un « poison pour le partenariat social », car il ne garantit pas la protection des salaires suisses.

### Directive sur la citoyenneté de l'Union
Un aspect litigieux autour de l'accord institutionnel est la question de la directive sur la citoyenneté de l'Union (directive 2004/38/CE, appelée « Unionsbürgerrichtlinie », abrégée UBRL, en allemand). Cette directive détaille les droits des citoyens européens lorsqu'ils se déplacent et résident dans les États-membres (entrée, séjour et droit à l'aide sociale notamment),.

#### Situation politique et contexte juridique
D'un point de vue juridique, les accords bilatéraux I et II sont statiques (ils ne sont pas sujets à des modifications automatiques). Selon le Tribunal fédéral, il en va de même pour l'accord sur la libre circulation des personnes (ALCP). L'ALCP fait ainsi un renvoi statique (par opposition à un renvoi dynamique) au droit dérivé (ou secondaire) de l'Union sur la libre circulation. Toutefois, comme la directive sur la citoyenneté de l'Union date de 2004, et l'ALCP de 1999, ce dernier fait renvoi aux anciennes bases légales européennes, comme il ressort par exemple de l'art. 4 chiffre 2 de l'annexe I ALCP (sur le droit de demeurer) : « Conformément à l’art. 16 de l’accord, il est fait référence au règlement (CEE) 1251/70 (JO no L 142, 1970, p. 24) et à la directive 75/34/CEE (JO no L 14, 1975, p. 10) ». Il existe notamment un écart important entre les conditions d'octroi d'un droit de séjour permanent (au sens du chapitre IV de la directive 2004/38) et celles prévues dans l'ALCP.
Concrètement, cela signifie que les citoyens de l'Union ont plus de privilèges grâce à la directive 2004/38 (donc dans un autre État-membre) que grâce à l'ALCP (en Suisse). Également, la Suisse ne reprend pas les dispositions de la directive 2004/38 car elle n'y est pas juridiquement obligée. Une reprise autonome (c.-à-d. sur initiative propre de la Suisse) représenterait toutefois une libéralisation supplémentaire de la libre circulation des personnes en Suisse.
Selon la NZZ, alors que la gauche et les syndicats se préoccupent de la protection des salaires, la question de la reprise de la directive 2004/38 est un point crucial pour les partis bourgeois et pour les milieux économiques. Ces derniers craignent que la reprise de cette directive provoquerait un appel d'air aux travailleurs sans emploi, qui iraient en Suisse pour profiter de l'aide sociale.
Selon une analyse faite par le laboratoire d'idées libéral Avenir Suisse, la reprise de la directive 2004/38 ne mènerait pas à une explosion des coûts liés à l'aide sociale. Toujours selon cette analyse, il y aurait une augmentation de 27,5 mio. CHF à 75 mio. CHF des coûts.

#### Obligation de reprise?
La directive 2004/38 n'est toutefois pas mentionnée explicitement dans le texte du projet d'accord. Selon Epiney et Affolter, l'Union européenne ne peut pas forcer la Suisse à reprendre la directive sans que la Suisse y consente. La Suisse serait toutefois toujours astreinte à certaines procédures au sein du comité mixte ALCP.
Il est toutefois possible que l'Union européenne saisisse le tribunal arbitral pour clarifier la situation, et par conséquent la Cour de justice de l'Union européenne (sur requête de l'Union européenne). Toujours selon Epiney et Affolter, il ne serait pas possible que la CJUE puisse contraindre la Suisse d'adopter la directive 2004/38, car la CJUE ne serait pas compétente en la matière. En effet, la CJUE ne peut interpréter que les notions de droit européen (venant de l'Union européenne) ; toutefois, la question de la reprise d'un acte est une question de droit bilatéral, et non de droit européen. Cette thèse est toutefois partiellement combattue par d'autres juristes, car la formulation de l'accord institutionnel et sa compatibilité avec le droit constitutionnel européen sont encore trop vagues.

### Aides d'État
Le droit sur les aides d'État (appelées aussi subventions) fait partie du droit européen de la concurrence. Selon l'art. 107 paragr. 1 du Traité sur le fonctionnement de l'Union européenne, les aides d'État ne sont pas compatibles avec le droit de l'Union, si celles-ci faussent la concurrence,. Le concept d'aide d'État peut s'étendre aux avantages fiscaux.
Dans le droit bilatéral existant, seul l'ALE 1972 et l'accord sur le transport aérien contiennent des dispositions spécifiques aux aides d'État. Ces dispositions sont toutefois rudimentaires et peu développées par rapport au droit européen. La thématique des aides d'État n'étant pas dans le mandat de négociation original du Conseil fédéral, c'est l'Union européenne qui ouvre les discussions à ce chapitre. Lors de la présentation de l'accord institutionnel, le Conseil fédéral affirme que les aides touchées sont celles octroyées dans le domaine du transport aérien.
Les acteurs politiques suisses craignent que le tribunal arbitral puisse être saisi de l'interprétation de l'ALE 1972. Le droit européen de la concurrence est une concrétisation du concept du marché commun. Une actualisation de l'ALE 1972 dans le domaine des aides d'État pourrait ainsi tomber dans le champ d'application de l'accord. Cet argument est renforcé en raison de la teneur du préambule d'une annexe à l'accord institutionnel. Le Conseil fédéral craint ainsi que le tribunal arbitral interprète d'une manière large plus large que prévu le concept d'aide d'État, ce qui serait problématique pour la question des privilèges fiscaux. Selon l'administration fédérale, une interprétation par le tribunal arbitral ne pourrait arriver que si la Suisse et l'Union européenne consentent à cette interprétation, de surcroît unanimement, car l'ALE 1972 n'est pas directement touché par l'accord institutionnel. Il y a donc une certaine incertitude sur la possible interprétation de l'ALE.
Les cantons sont particulièrement inquiets, particulièrement en ce qui concerne les banques cantonales. Il est aussi question des avantages fiscaux accordés par les cantons. Selon Benedikt Würth, président de la Conférence des gouvernements cantonaux (CdC) en 2019, les cantons se sont toujours prononcés contre une réglementation générale sur les aides d'État, en particulier lors de la consultation sur le mandat de négociation (et de nouveau pendant la négociation).
Pour remédier à ces doutes et incertitudes, le monde juridique propose plusieurs solutions, dont des déclarations conjointes (encore à négocier),, voire une actualisation rapide de l'ALE 1972.

## Réactions en Suisse
L'accord institutionnel trouve des soutiens de la part de plusieurs groupes d'intérêts et partis suisses, mais ses critiques se fédèrent également autour de plusieurs mouvements. Il en va de même pour la doctrine juridique.

### Partis politiques

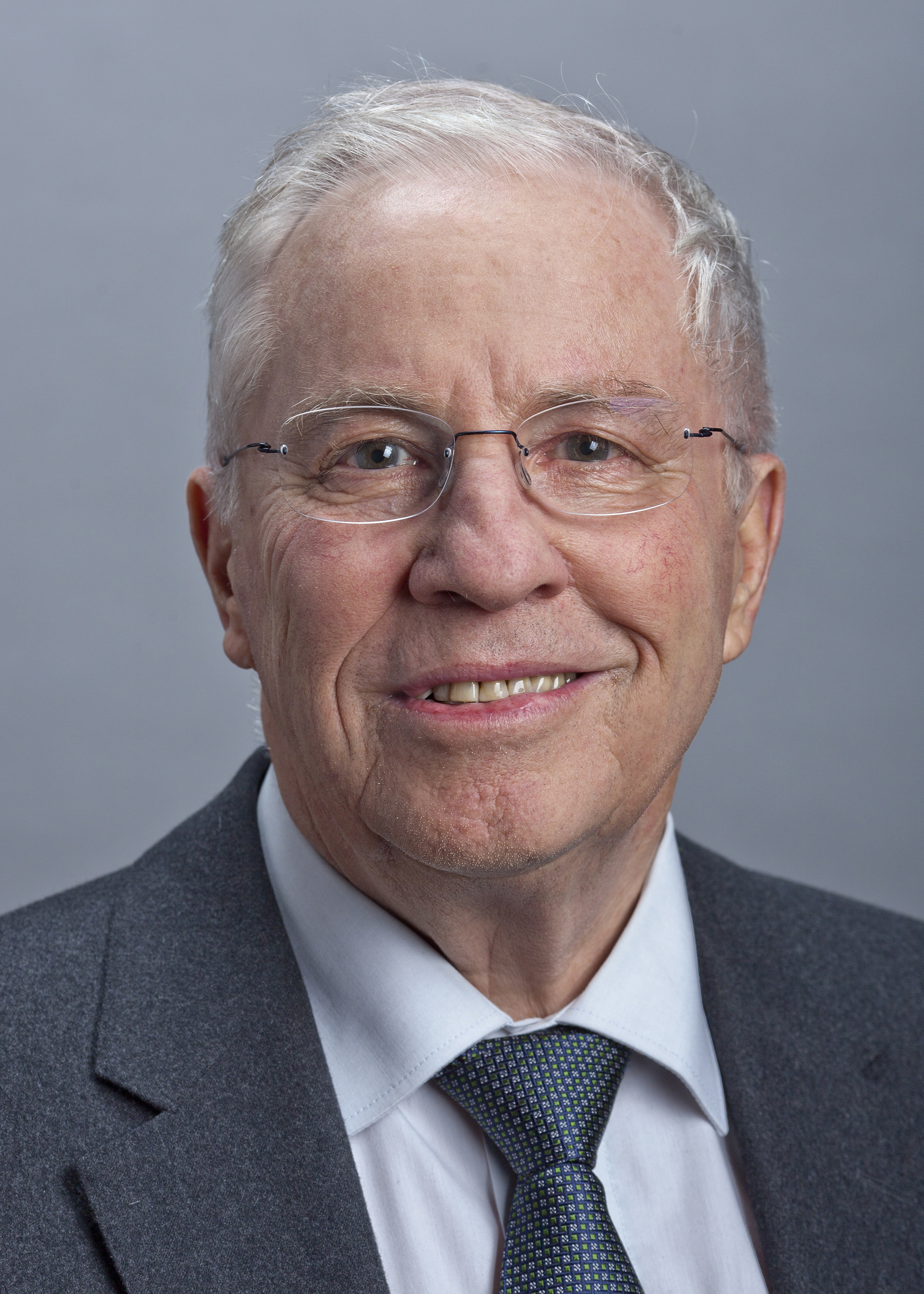
Christoph Blocher, fondateur de l'UDC, considère que l'accord institutionnel serait un suicide pour la Suisse.

Au niveau des partis politiques représentés au Conseil fédéral, seule l'UDC se positionne de manière consistante contre l'accord institutionnel,. Christoph Blocher, fondateur de l'UDC et initiateur de la campagne contre l'adhésion de la Suisse à l'Espace économique européen, considère que l'adoption d'un tel accord serait un suicide pour la Suisse. Dans une motion déposée en 2019, Thomas Aeschi, chef de groupe de l'UDC aux Chambres, parle de « accord colonial qui mine la démocratie directe, qui foule aux pieds aussi bien l'indépendance de la Suisse que sa neutralité et son système fédéral, et qui met en péril sa prospérité »,.
Le Parti socialiste, initialement en faveur de l'accord, se montre critique lors de la consultation lancée par le Conseil fédéral, notamment au sujet de la protection des salaires et des aides d'État. Il en va de même pour les Verts.
Selon la NZZ, les partis bourgeois, entre autres le Parti libéral-radical et le Parti démocrate-chrétien, ont également de la peine à se positionner clairement vis-à-vis de l'accord. Alors que le PLR demande une renégociation de la clause guillotine, le PDC exige qu'une reprise de la directive sur la citoyenneté soit exclue du champ de l'accord. En septembre 2019, le président du PDC, Gerhard Pfister, considère que l'accord doit être substantiellement amélioré avant que son parti puisse le soutenir.
Seuls les Vert'libéraux et le Parti bourgeois-démocratique se positionnent clairement en faveur de l'accord institutionnel en 2019. Les Vert'libéraux y sont toujours favorable en 2020.

### Groupes d'intérêts favorables
Peu de temps après sa publication, la faîtière économique Economiesuisse se prononce en faveur d'une conclusion rapide de l'accord institutionnel.
Le mouvement Progresuisse est constitué fin février 2021 pour demander le déblocage des négociations. Plusieurs personnalités politiques, de l'économie et du domaine académique font partie du mouvement, dont les anciens conseillers fédéraux Doris Leuthard et Joseph Deiss, de même que l'ancien président du PLR Philipp Müller. Les recteurs des universités de Berne, de Zurich et de Saint-Gall font également partie de Progresuisse.
Le Nouveau mouvement européen suisse, à travers son président Eric Nussbaumer, est également en faveur de l'accord, qu'il qualifie d'« accord-clé pour l'avenir de la Suisse ».
À ces soutiens vient s'ajouter le mouvement Opération Libero, qui exige du Conseil fédéral que l'accord institutionnel soit signé et soumis à votation.
Une association, fondée à Genève en décembre 2014, milite également de manière proactive en faveur de l'accord institutionnel. Parmi ses rangs, on trouve Thomas Cottier, Jean-Daniel Gerber, Joëlle de Sépibus et Chantal Tauxe. En octobre 2019, l'association exige la signature immédiate de l'accord institutionnel, ce qui n'a pas lieu.

### Groupes d'intérêts opposés
Les opposants s’organisent également autour de plusieurs mouvements.
Autonomiesuisse est fondé en 2019 par deux entrepreneurs. Le PDG de Stadler Rail et ancien conseiller national Peter Spuhler et le conseiller national Marco Romano en font également partie.
Un deuxième groupe venant de l'économie, Kompass Europa, est fondé début 2021 par plusieurs dirigeants de la société d'investissement Partners Group. Son cofondateur, Alfred Gantner (de), voit en l'accord institutionnel un rapprochement inévitable vers l'Union européenne et critique la reprise dynamique du droit de l'Union et le rôle de la Cour de justice de l'Union européenne.
En septembre 2020, les partenaires sociaux, dont l'Union patronale suisse, l'Union suisse des arts et métiers, l'Union syndicale suisse et le Travail.Suisse, envoient une lettre au Conseil fédéral indiquant qu'ils ne peuvent accepter le projet d'accord tel que présenté en décembre 2018 par le Conseil fédéral.

### Doctrine juridique
La doctrine juridique se montre en majorité positive, avec quelques voix critiques sur certains points ou sur l'accord dans son ensemble,.

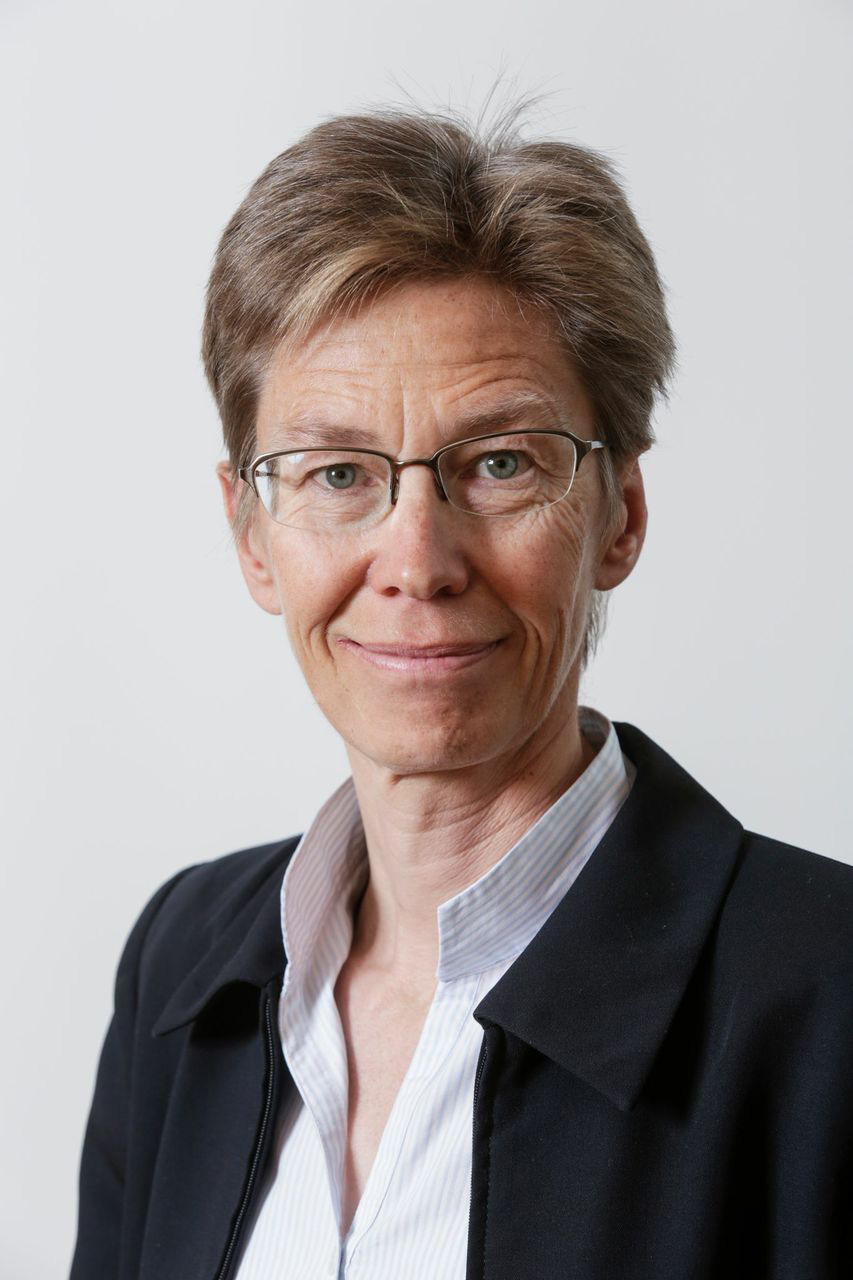
Astrid Epiney considère l'accord institutionnel comme un résultat équilibré.

Astrid Epiney, professeure de droit à l'Université de Fribourg, est favorable à l'accord institutionnel,. Elle décrit ce dernier à plusieurs reprises comme un résultat équilibré entre les différents intérêts en jeu et respectant les particularismes de la Suisse,. Toujours selon elle, la conclusion d'un tel accord apporterait une sécurité juridique à l'édifice bilatéral et l'accord institutionnel est en cela important pour la Suisse.
Thomas Cottier (de), professeur émérite de droit à l'Université de Berne, est un fervent partisan de l'accord institutionnel. Il voit l'accord institutionnel comme une incarnation d'une souveraineté coopérative et partagée, en adéquation avec le projet politique européen. Il se montre favorable aux droits garantis à la Suisse dans le processus de décision et aux protections offertes par le tribunal arbitral. Il considère toutefois qu'une déclaration commune (document ajouté à l'accord mais ne faisant pas formellement partie de l'accord) serait nécessaire pour faire accepter l'accord au niveau politique.

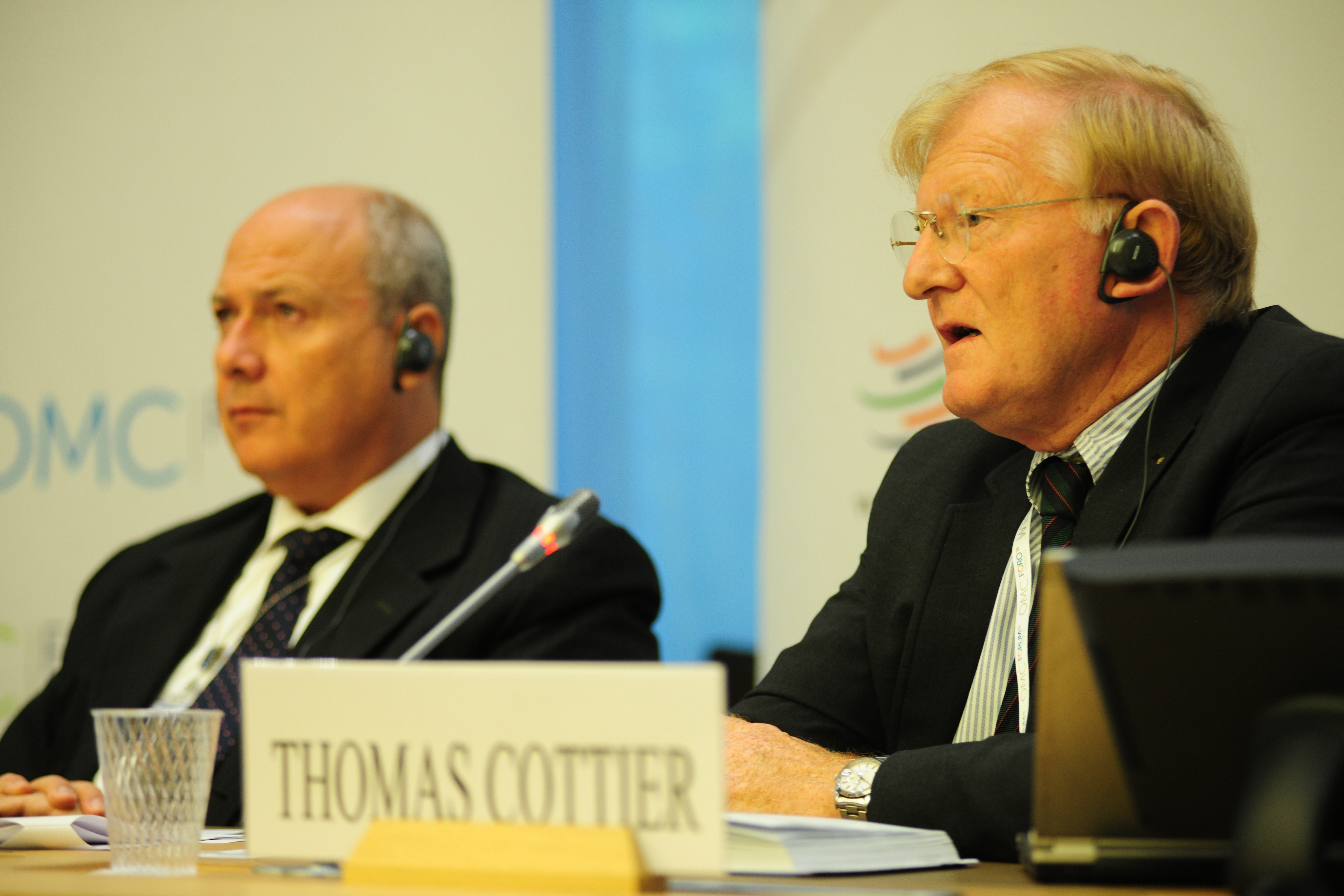
Thomas Cottier (à droite) est vu comme un fervent défenseur de l'accord institutionnel.

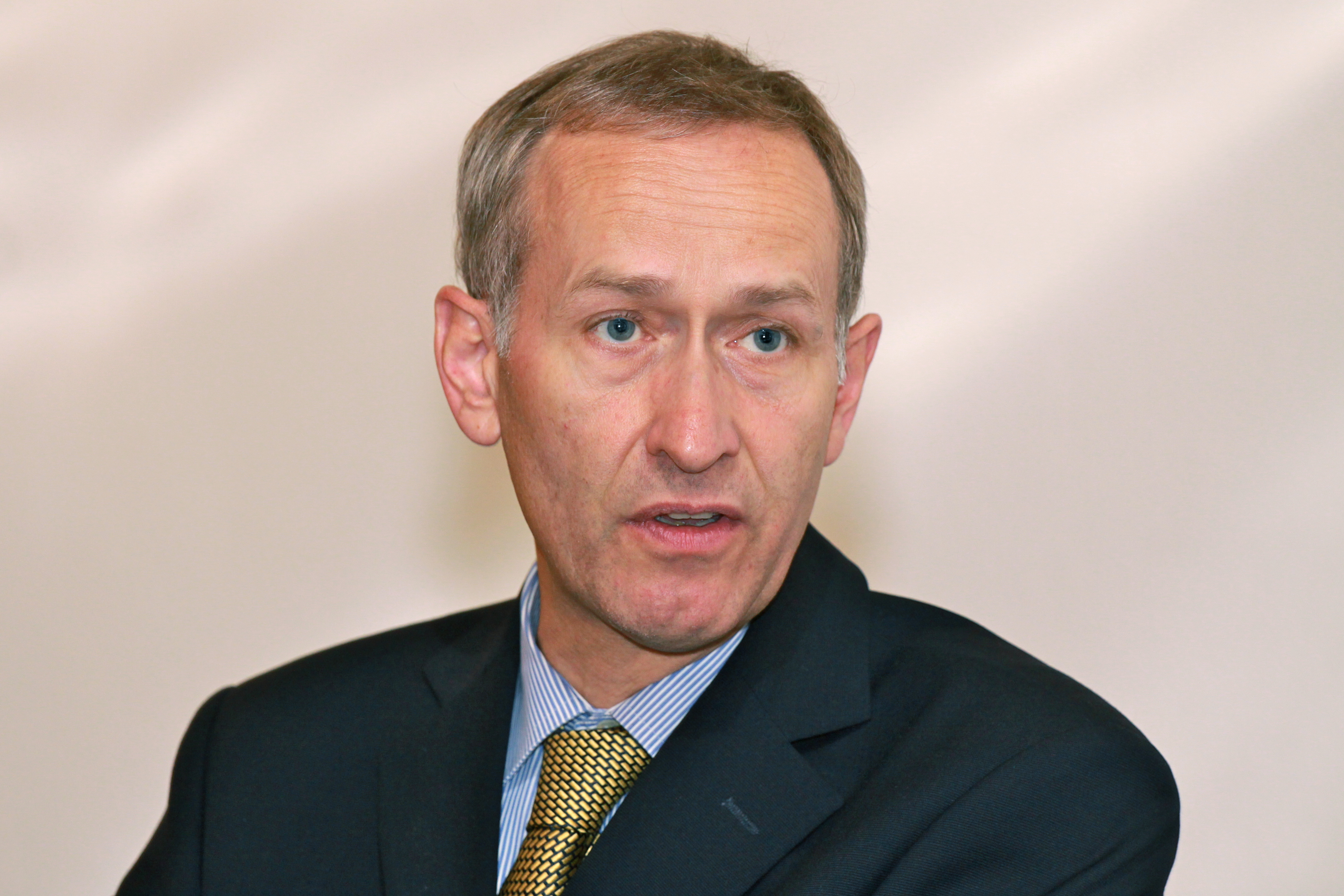
Michael Ambühl demande une poursuite des négociations par le Conseil fédéral.

Michael Ambühl, professeur à l'EPFZ et secrétaire d'État au DFAE de 2005 à 2010, avec son assistante Daniela Scherer, se montrent plus pondérés. Même s'ils acceptent l'accord institutionnel dans son principe, ils proposent dans un article scientifique que le Conseil fédéral continue de négocier l'accord sur le fond, en particulier la clause guillotine et la résolution des différends.
Carl Baudenbacher (en), arbitre et professeur émérite de droit à l'Université de Saint-Gall, est une voix très critique de l'accord institutionnel. Il a fait part de cette critique en particulier dans un avis de droit à l'intention de la Commission de l'économie et des redevances du Conseil national et dans un livre également publié en 2019. Il se montre favorable à la reprise dynamique du droit, mais critique le projet de tribunal arbitral pour son manque d’indépendance. Il lui préfère un système basé sur la Cour de justice AELE (qu'il préside de 2003 à 2017).
Christa Tobler (de), professeure de droit aux Universités de Bâle et de Leiden, se dit favorable au modèle institutionnel de l'Espace économique européen, ce que le Conseil fédéral exclut toutefois dès le début des négociations. Elle enjoint ainsi au Conseil fédéral de conclure une déclaration avec l'Union européenne (de la même nature que celle proposée par Cottier).